# Klausheide (Grafschaft Bentheim)

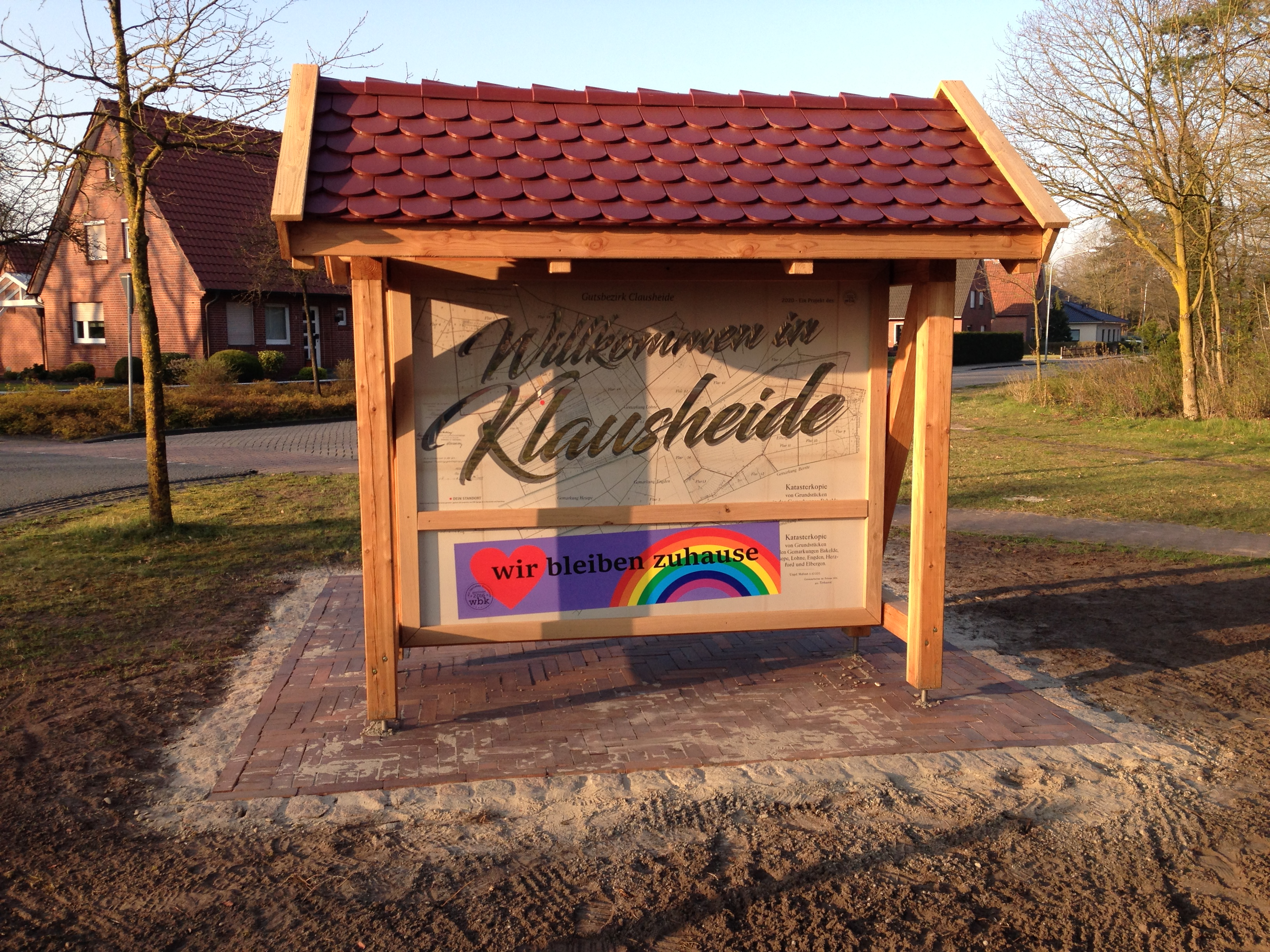
Rastplatz mit Willkommensschild am Ortseingang von Klausheide

Klausheide (bis 1931 Clausheide) ist eine Gemarkung und ehemalige Gemeinde im Landkreis Grafschaft Bentheim in Niedersachsen. Die Ortschaft liegt zwischen den beiden Mittelzentren Lingen und Nordhorn. Das namensgebende Gut Klausheide wurde 1914 von dem deutschen Industriellenehepaar Bertha und Gustav Krupp gegründet. Bei der Neugliederung der Gemeinden im Raum Nordhorn wurde Klausheide 1931 Rechtsnachfolger der Gemeinde Bakelde und verlor die politische Selbstständigkeit 1974 durch die Eingemeindung in die Stadt Nordhorn. In der Ortschaft leben auf knapp einem Quadratkilometer rund 1400 Menschen, die ehemalige Gemeinde hat rund 1500 Einwohner.
Klausheide liegt im Zentrum des Landkreises direkt an der B 213 und unweit der Anschlussstelle Lingen der A 31. Es befinden sich mehrere Einrichtungen von regionaler und überregionaler Bedeutung im Ort: ein Verkehrslandeplatz, die einzige Montessori-Schule im Landkreis, zwei Einrichtungen der Tierseuchenbekämpfung, drei Gewerbe- und Industriegebiete und eine sozialtherapeutische Einrichtung für mehrfach beeinträchtigte Abhängigkeitskranke.

## Geographie

### Lage
Klausheide liegt im südwestlichen Niedersachsen, etwa zwölf Kilometer von der niederländischen und 25 km von der nordrhein-westfälischen Grenze entfernt. Die Gemarkung grenzt im Süden an den Ems-Vechte-Kanal, nördlich der B 213 an die Lee und im äußersten nordwestlichen Zipfel an den Süd-Nord-Kanal.
Die nächstgelegene Ortschaft ist Lohne, ein Grundzentrum und der Verwaltungssitz der Gemeinde Wietmarschen (5 km nordöstlich, rund 7800 Einwohner). Die nächsten Städte sind Nordhorn, 6 km südwestlich, und Lingen, 13 km nordöstlich; beide Städte haben über 56.000 Einwohner und sind raumplanerisch Mittelzentren mit oberzentralen Teilfunktionen.

### Landschaft
Noch zu Beginn des 20. Jahrhunderts waren weite Teile des Gebietes von Heide- und Moorflächen bedeckt. Durch Kultivierungsmaßnahmen in den 1910er Jahren entstanden hauptsächlich landwirtschaftlich genutzte Flächen und ein großer, zusammenhängender Nadelwald, sowie die Ortschaft, das Gut und der Flugplatz Klausheide.

### Ausdehnung der Gemarkung
Die Fläche der Gemarkung beträgt 20,20 km², größte Nord-Süd-Ausdehnung ist etwa 8 km, größte Ost-West-Ausdehnung ist etwa 5 km.

### Flächennutzung
Von den 20,20 km² Gemarkungsfläche entfallen 6,0 km² (30 %) auf Wald, 1,8 km² (8,9 %) sind als Gewerbe- und Industriegebiet vorgesehen und 0,80 km² (4,0 %) entfallen auf Wohngrundstücke. Der Flugplatz belegt auf Klausheider Gebiet 0,21 km² (1,0 %); die restliche Fläche (56 %) wird überwiegend landwirtschaftlich genutzt.

### Nachbarorte
Klausheide grenzt im Norden an Wietmarschen, im Osten an Lohne, im Süden an Hesepe, im Westen an Nordhorns Bauerschaften Feldflur und Bakelde und im äußersten nordwestlichen Zipfel an die Bauerschaft Hohenkörben.

## Geschichte

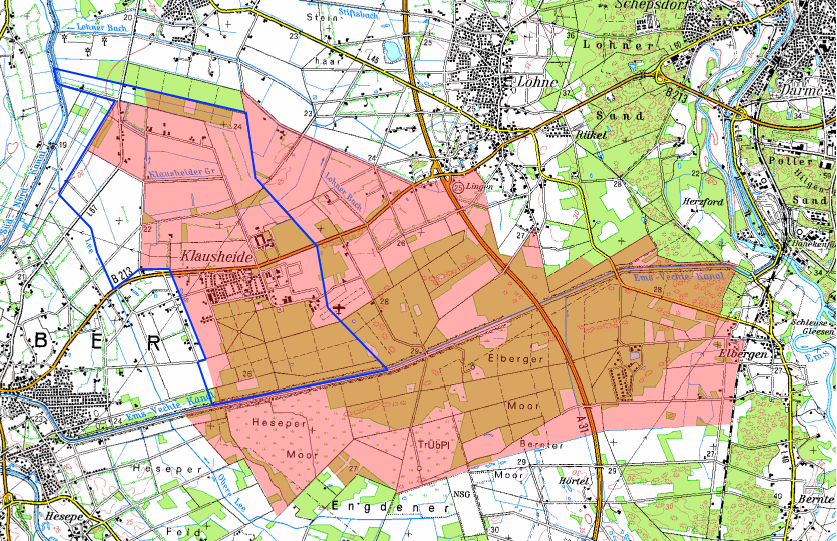
Rot: Gutsbezirk Clausheide im Jahr 1914
Blau: Grenze der Gem. Klausheide ab 1929

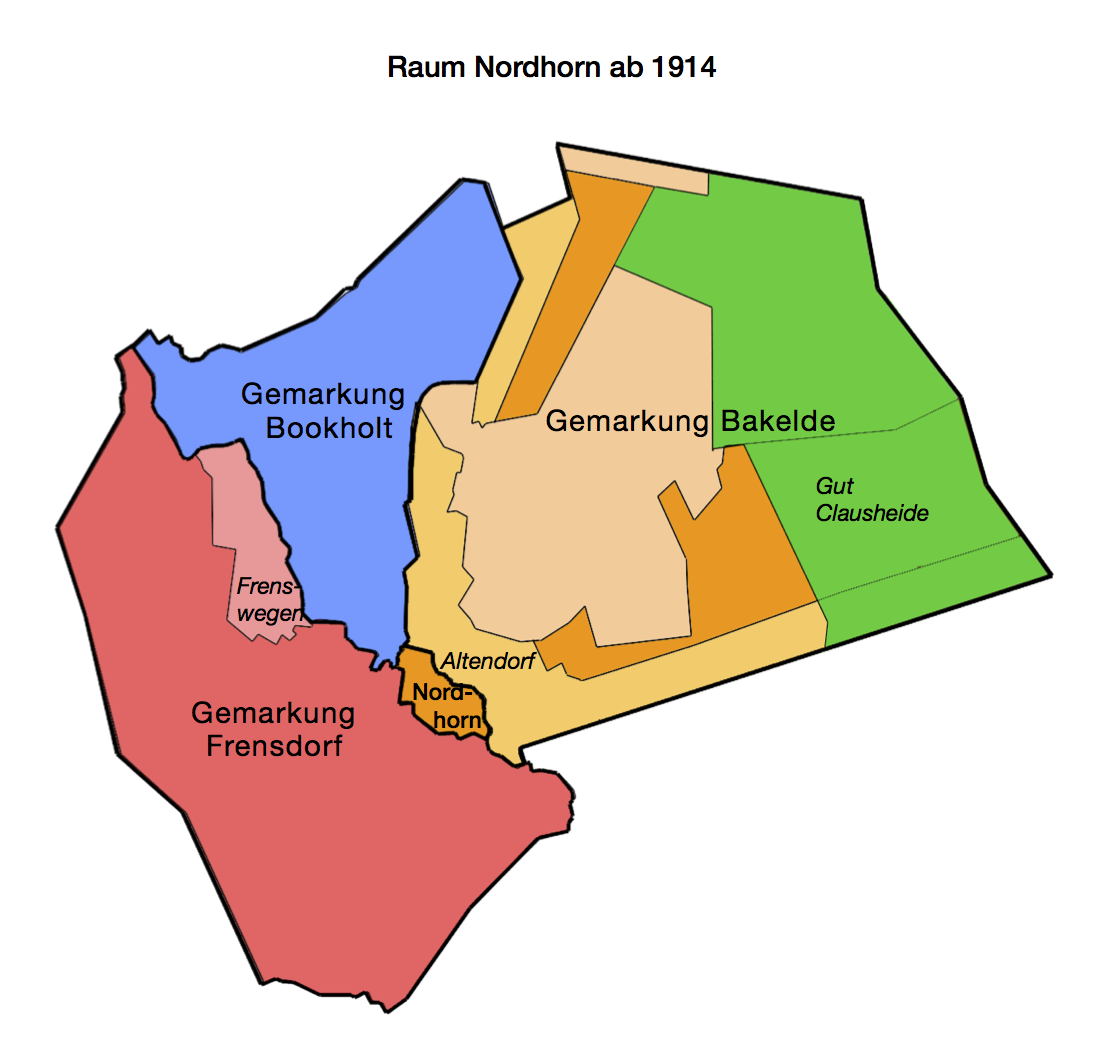
Gemarkungen und Gemeinden im Raum Nordhorn ab 1914

### 1910 bis 1925
Gegen Ende des 19. Jahrhunderts gab es einen Wandel in der Landwirtschaft und in der Haushaltsführung in den Moorgegenden. So nutzten die Bewohner von Nordhorn und den umliegenden Dörfern und Bauerschaften zunehmend Kohlen statt Torf zum Heizen und durch die Erfindung des Kunstdüngers stiegen die landwirtschaftlichen Erträge deutlich und die Plaggendüngung wurde aufgegeben. Die Eigentümer und Markenrechtler der Ödlandflächen waren deshalb nicht mehr auf die Moore und das Heideland angewiesen. Viele Eigentümer waren daran interessiert, ihre Flächen zu verkaufen, zumal diese Flächen bis zu zehn Kilometer von ihren Wohnungen entfernt lagen. Daher konnte Bertha Krupp von Bohlen und Halbach ab 1910 zusammenhängende, bis dahin unbewohnte Moor- und Heideflächen erwerben. Diese Flächen lagen auf dem Gebiet der Landkreise Grafschaft Bentheim und Lingen in der Provinz Hannover. Ziel war die Kultivierung des Landes für land- und forstwirtschaftliche Zwecke und die Errichtung eines Mustergutes.

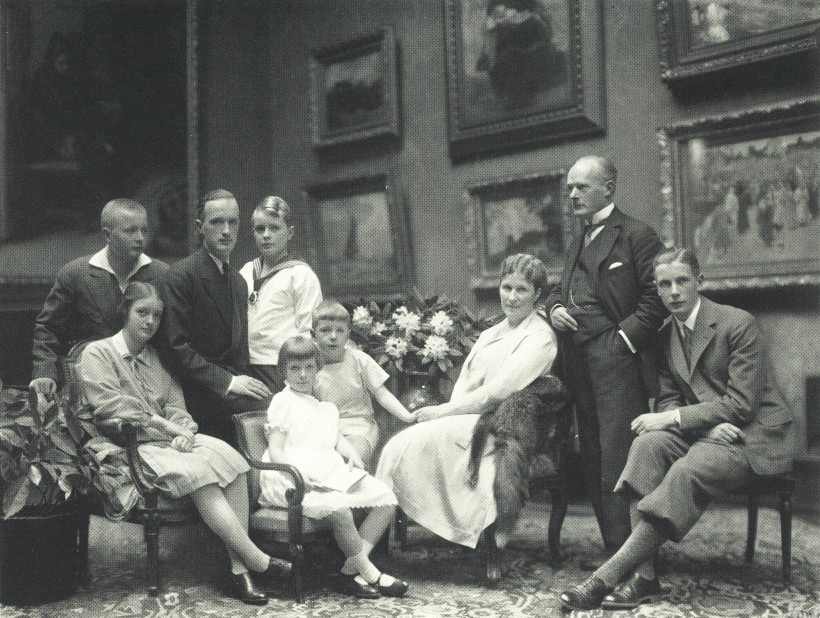
Porträt der Familie Krupp von Bohlen und Halbach von Nicola Perscheid (1928). Claus vorn rechts.

Bei einem Besuch des Gebietes am 27. April 1914 gaben Bertha und Gustav Krupp von Bohlen und Halbach bekannt, das Gut nach Claus von Bohlen und Halbach, dem dritten Sohn des Paares, Clausheide zu nennen. Am 9. Juni 1915 erfolgte der erste Spatenstich für den Gutshof nördlich der Chaussee Nordhorn – Lingen, der heutigen B 213. Bei den Bauarbeiten wurden auch Kriegsgefangene eingesetzt. Der Erste Weltkrieg behinderte den raschen Fortgang der Kultivierungsmaßnahmen, dennoch konnte bereits 1916 die erste Ernte eingefahren werden. 1917 war der Gutshof soweit fertiggestellt, dass der Gutsverwalter einziehen konnte. 1919 wurden die Bauarbeiten am Gutshof beendet und es wurde mit dem Bau der Arbeiterkolonie beidseits der Chaussee begonnen. Auf der Südseite entstanden zehn und auf der Nordseite acht Doppelhäuser. 1920 zogen die ersten Familien in die Kolonie.

### 1925 bis 1945
Bedingt durch etliche Missernten benötigte das Gut in den 1920er Jahren laufend Zuschüsse von der Familie Krupp von Bohlen und Halbach, sodass ein Verkauf in Erwägung gezogen wurde. Wegen der schlechten wirtschaftlichen Lage in Deutschland war dies jedoch nicht möglich und so wurde das Gut von 1925 bis 1945 an Egbert Hayessen aus Hammer (heute zu Liebenwalde) verpachtet. Statt einen Pachtzins entrichten zu müssen, wurde dem Pächter auferlegt, in den ersten zehn Jahren weitere 900 Morgen Land urbar zu machen.

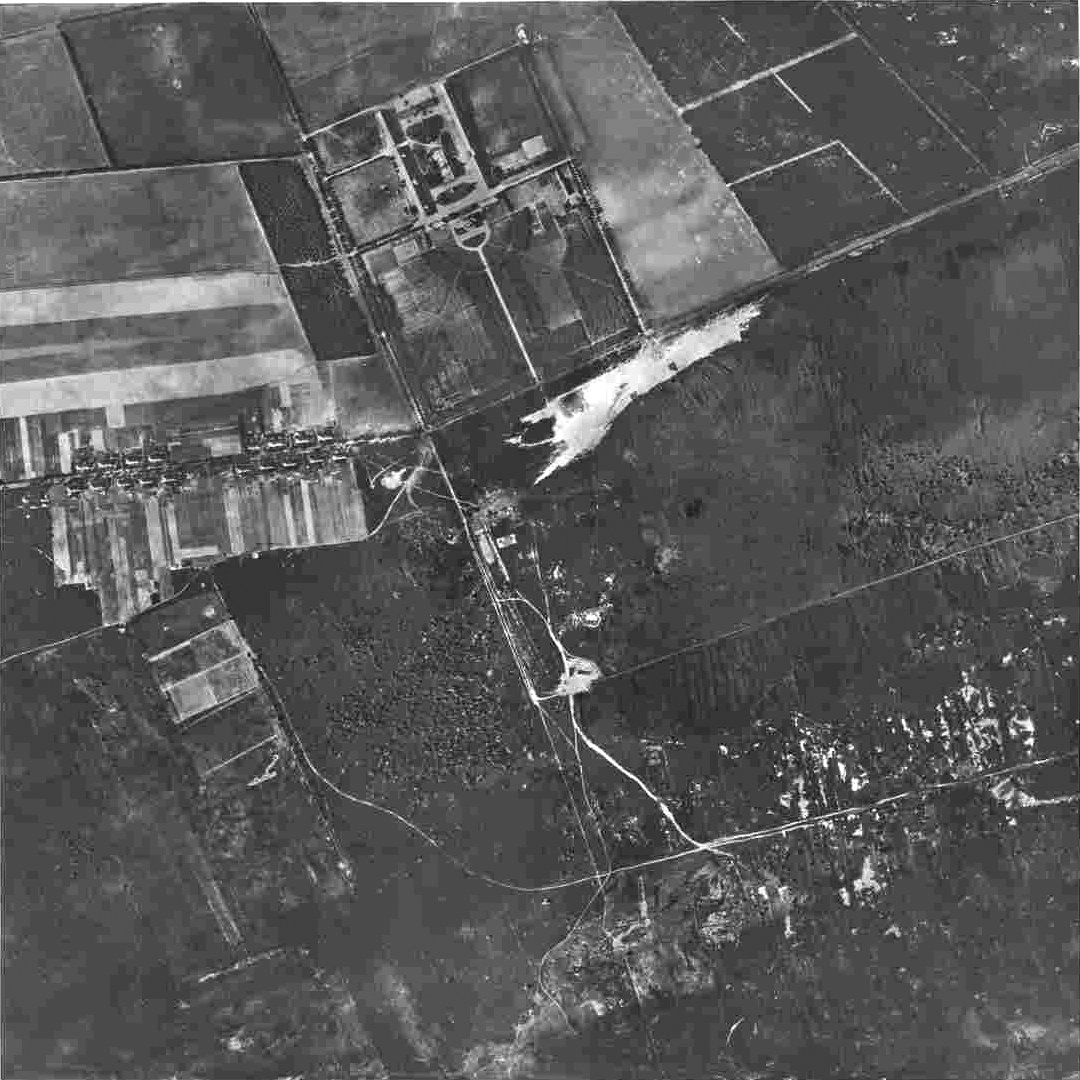
Luftaufnahme von Klausheide (Ort und Gut), August 1936

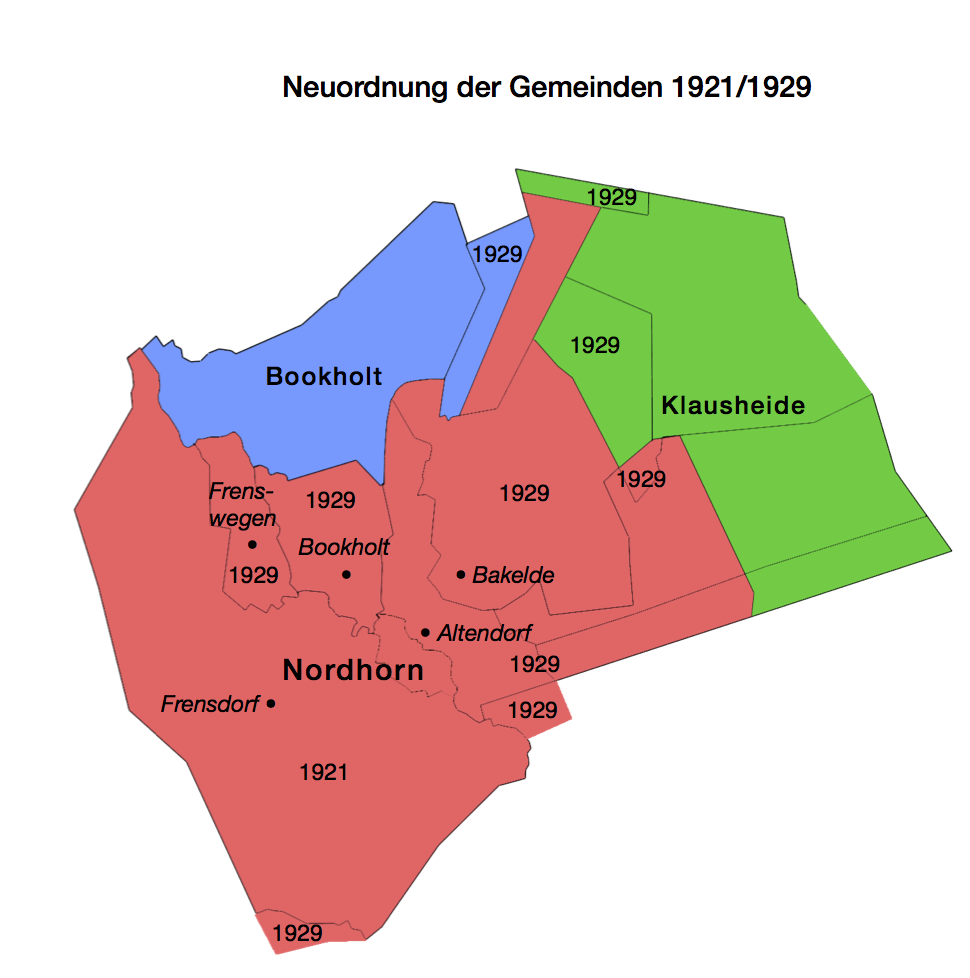
Neuordnung der Gemeinden im Raum Nordhorn 1921/1929

Südöstlich vom Gutshof ließ die Familie Krupp ein Gelände als Landeplatz für Flugzeuge herrichten. 1927 nahm die Lufthansa diesen Feldflugplatz in ihr Streckennetz als Notlandeplatz auf. Ebenfalls im Jahr 1927 wurde in Klausheide die erste Schule gegründet. Bis dahin wurden die Schulkinder mit einem pferdebespannten „Schulwagen“ des Gutes nach Altendorf, Bakelde und Nordhorn gefahren. 1926 wollte die Gutsverwaltung diesen Dienst allerdings einstellen – es kam zu einem Schulstreik. Als 1927 die Achse des Schulwagens brach und die Kinder zwei Wochen nicht die Schule besuchen konnten, setzten die Eltern ein Protestschreiben auf und es wurde der Entschluss gefasst, in Klausheide eine Schule zu gründen. Diese nahm noch im selben Jahr ihren Betrieb auf: In einem Raum der Wohnung von Lehrer Fritz Strotmann wurden alle 32 Schüler unterrichtet.
Der Gutsbezirk Clausheide erstreckte sich auf mehrere Gemarkungen in den Landkreisen Grafschaft Bentheim und Lingen: Bakelde, Lohne, Herzford, Elbergen, Engden und Hesepe. Siedlung und Gutshof befanden sich auf dem Gebiet der Gemarkung Bakelde. In dieser Gemarkung befanden sich seit der Markenteilung von 1864 auch Gebiete der Gemeinden Altendorf und Nordhorn. Zum 1. Juli 1929 wurden die Gemeindegebiete im Raum Nordhorn neu geordnet: Große Teile von Altendorf, Bakelde und Bookholt sowie kleinere Flurstücke der Gemeinden Brandlecht und Hesepe wurden nach Nordhorn eingemeindet. Zuvor war schon der Gutsbezirk Frenswegen und bereits 1921 die Gemeinde Frensdorf nach Nordhorn eingemeindet worden. Es verblieben die sogenannten Restgemeinden Bookholt und Bakelde. Die Restgemeinde Bakelde wurde gebildet aus den zum Gut Clausheide gehörenden Flurstücken sowie unbewohnten Teilen von Bakelde, dem sogenannten Grünland, gelegen östlich der Lee und nördlich der Chaussee Nordhorn–Lingen. Im Dezember 1930 beantragte der Rat dieser Gemeinde die Umbenennung in Clausheide. Mit Erlass des preußischen Staatsministeriums vom 18. April 1931 erfolgte die Umbenennung der Gemeinde Bakelde in Klausheide. Der Gemeinderat beantragte, die Schreibweise auf „Clausheide“ abzuändern, da die Benennung ja nach Claus von Bohlen und Halbach erfolgt sei; der Minister des Innern verweigerte dieses Ansinnen mit der Begründung: „…Gemeinde- und Ortsnamen slawischen und deutschen Ursprungs sind im Anlaut mit K zu schreiben.“ Gleichwohl setzte sich die neue Schreibweise nur langsam durch.
1933 stellte die Familie Krupp der Reichswehr ein Gelände südlich des Ems-Vechte-Kanals in den Gemarkungen Hesepe und Elbergen als Artillerie-Schießplatz zur Verfügung. Während des Zweiten Weltkriegs wurde das Gelände auch als Schießplatz der Luftwaffe genutzt. Nach dem Zweiten Weltkrieg übernahm die britische Royal Air Force das Gelände und richtete dort unter dem Namen Nordhorn Air To Ground Weapon Range, kurz Nordhorn Range, einen Luft-/Bodenschießplatz ein.
Von Oktober 1944 bis März 1945 wurde der Flugplatz militärisch genutzt (Einsatzhafen Klausheide, E21). Am 22. November 1944 wurde die II. Gruppe des Jagdgeschwaders 26 (II./JG26) auf dem Flugplatz stationiert. Während ihrer Zeit in Klausheide hat die zweite Gruppe des Jagdgeschwaders 26 etwa 80 Maschinen verloren, 30 Piloten kamen ums Leben und weitere fünf gelten als vermisst. Am 24. März 1945 wurde das Flugfeld durch 58 amerikanische Langstreckenbomber vom Typ „Liberator“ zerstört. Sie warfen in mehreren Wellen 122 Tonnen Bomben ab. Die am Platz stationierten Flugzeuge blieben unbeschädigt, da sie gut getarnt im angrenzenden Wald untergestellt waren. Schon in der darauf folgenden Nacht wurde eine Notstartbahn am südlichen Rand des Platzes planiert und am nächsten Morgen begann die Verlegung der Maschinen nach Celle. Dabei stießen zwei Maschinen zusammen und die Piloten kamen ums Leben.

### 1945 bis 1974

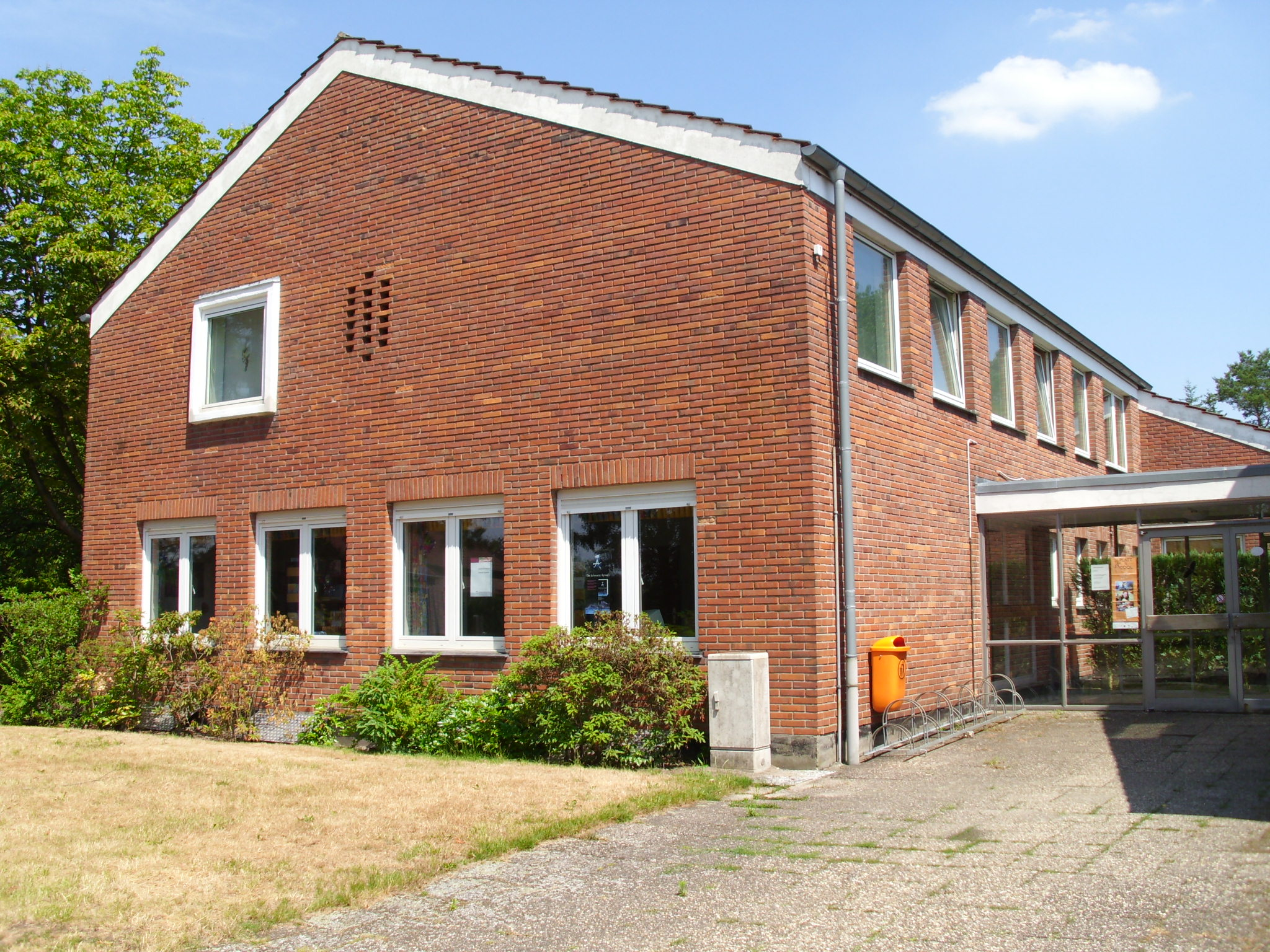
Das Dorfgemeinschaftshaus: Früher Sitz von Gemeindeverwaltung, Post und Raiffeisenbank, heute Bücherei

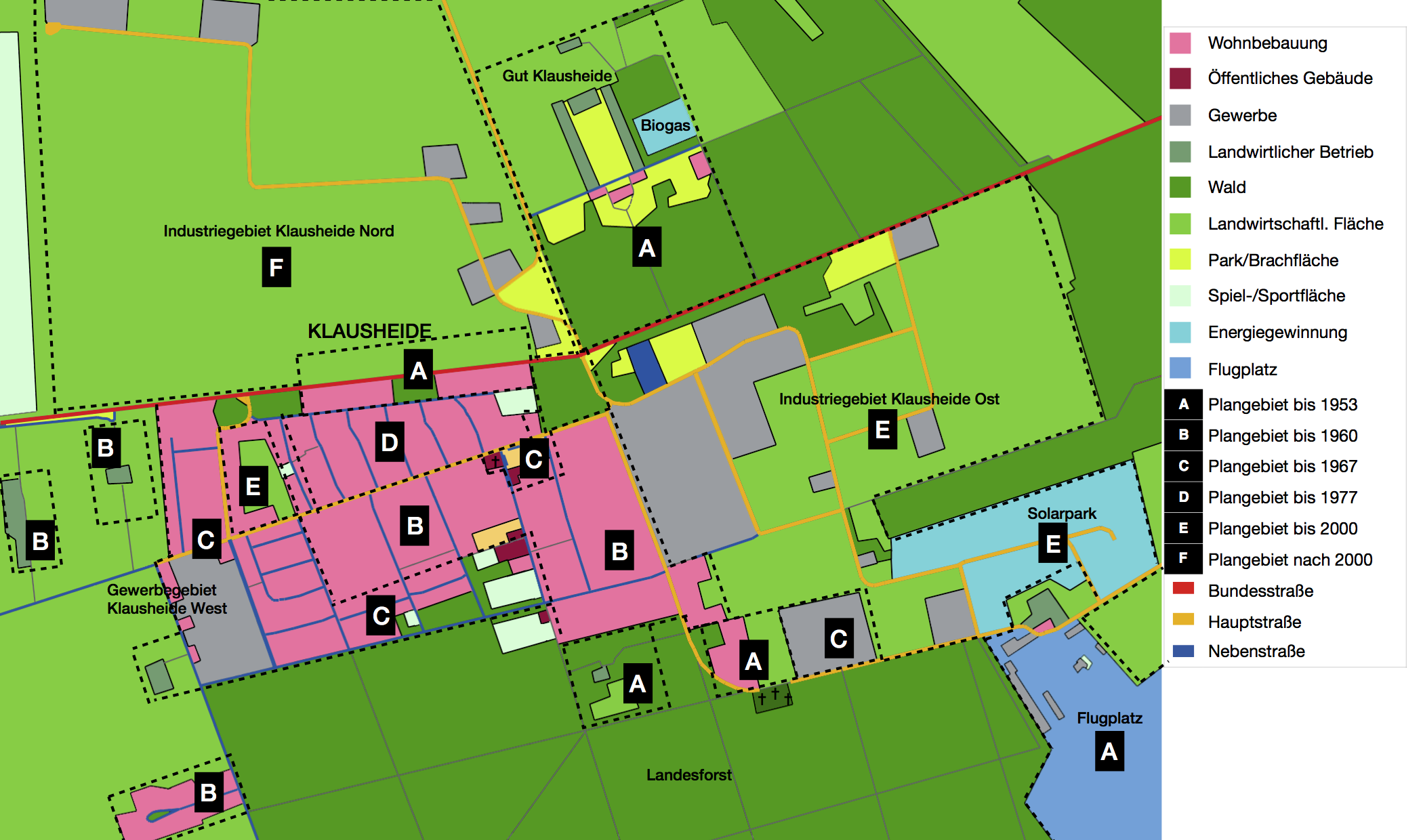
Siedlungsentwicklung in Klausheide

Von 1945 bis 1947 befand sich eine Versorgungseinheit polnischer Soldaten auf dem Gut. 1948 wurde das Herrenhaus renoviert und als Nebenstelle des Kreiskrankenhauses Nordhorn für Tuberkulosepatienten genutzt.
1951 verkaufte Bertha Krupp von Bohlen und Halbach das Gut und 1100 Hektar Kulturland für 900.000 DM an die Ferdinand von Lochow-Petkus GmbH aus Bergen (ursprünglich aus Petkus in Brandenburg). Das damals größte deutsche Getreidezuchtunternehmen betrieb bis 1990 in Klausheide Pflanzenzucht und Saatgutproduktion.
Am 23. November 1951 wurde zwischen der Gemeinde Klausheide und Bertha Krupp von Bohlen und Halbach ein Vertrag über den Erwerb von 19,55 Hektar Land geschlossen. Damit begann der systematische Aufbau der Siedlung Klausheide. Hintergrund war, dass 35 ehemalige Landarbeiter, die die Altersgrenze erreicht hatten und deshalb die werkseigenen Wohnungen räumen mussten, um Land zur Errichtung eines Eigenheims baten. Das erste Neubaugebiet wies über 100 Bauplätze aus mit einer Größe von durchschnittlich 2500 m2. Durch die Ausweisung weiterer Baugebiete wurde Klausheide zwischen 1939 und 1974 die am stärksten wachsende Gemeinde im Landkreis (435,5 % Zuwachs).
Nach dem Krieg sollte der Flugplatz aufgeforstet werden, aber die Luftsportler der Region bemühten sich hartnäckig um die Wiederaufnahme des Flugbetriebes.1952 startete das erste Segelflugzeug auf dem wieder hergerichteten Flugplatz, der seit 1957 von einer Gesellschaft, bestehend aus Kommunen und Vereinen, betrieben wird.
Am 1. Juni 1959 wurde die erste Poststelle der Gemeinde eingerichtet, sie führte die Bezeichnung Klausheide über Lingen(Ems). Bei der Einführung der neuen Postleitzahlen am 23. März 1962 wurde der Gemeinde Klausheide, ebenso wie der Nachbargemeinde Schepsdorf-Lohne und weiteren Nachbargemeinden von Lingen, die Postleitzahl 4451 zugeteilt. Klausheide war somit direkt dem Leitbereichsknotenamt 445 Lingen (Ems) zugeordnet; die amtliche Schreibweise war 4451 Klausheide/über Lingen (Ems). Dies war insoweit ungewöhnlich, weil alle diese Gemeinden im damaligen Landkreis Lingen lagen, Klausheide also die einzige Gemeinde im Landkreis Grafschaft Bentheim mit dieser Postleitzahl war. Ursache war, dass dem Leitbereichsknotenamt Nordhorn mit der damaligen Postleitzahl 446 weder ein Leitabschnittsknotenamt, noch weitere Gemeinden ohne eigene Leitzahl zugeordnet waren.
1965 wurde in der Gemeinde der Bau einer Kläranlage notwendig; Klausheide hatte damals rund 1100 Einwohner.
Im Juni 1968 wurden das Flugleitungsgebäude und die Nachtflugbefeuerung in Betrieb genommen. Die Kosten beliefen sich auf 150.000 DM. Durch den 3,75 Meter hohen Turm und die Nachtflugbefeuerung konnte die Sicherheit auf dem Flugplatz erheblich erhöht werden.

### 1974 bis 1989
Am 1. März 1974 trat durch das „Osnabrück-Gesetz“ die Gemeindegebietsreform im ehemaligen Regierungsbezirk Osnabrück in Kraft und Klausheide wurde, gemeinsam mit den Gemeinden Bimolten, Bookholt, Brandlecht, Hesepe, Hestrup und Hohenkörben (Ksp. Nordhorn), in die Kreisstadt Nordhorn eingegliedert.
Am 17. November 1978 trat die „Verordnung über die Festsetzung des Lärmschutzbereichs für den Luft/Boden-Schießplatz Nordhorn“ (FluLärmNordhV) in Kraft. Da der Ort Klausheide innerhalb des Lärmschutzbereichs 1 liegt, ist hier das Errichten neuer Wohnungen nicht erlaubt. Das Verbot gilt nicht für die Errichtung von
- Wohnungen im Geltungsbereich eines vor der Festsetzung des Lärmschutzbereichs bekannt gemachten Bebauungsplans
- Wohnungen innerhalb der im Zusammenhang bebauten Ortsteile nach § 34 des Baugesetzbuchs
- Wohnungen im Geltungsbereich eines nach der Festsetzung des Lärmschutzbereichs bekannt gemachten Bebauungsplans, wenn dieser der Erhaltung, der Erneuerung, der Anpassung oder dem Umbau von vorhandenen Ortsteilen mit Wohnbebauung dient.

Durch die Festlegung der Lärmschutzbereiche ist das Gebiet der Wohnbebauung von Klausheide seit Ende der 1970er Jahre praktisch unverändert. Im Wesentlichen wurden und werden nur vorhandene Baulücken gefüllt.

### Ab 1990

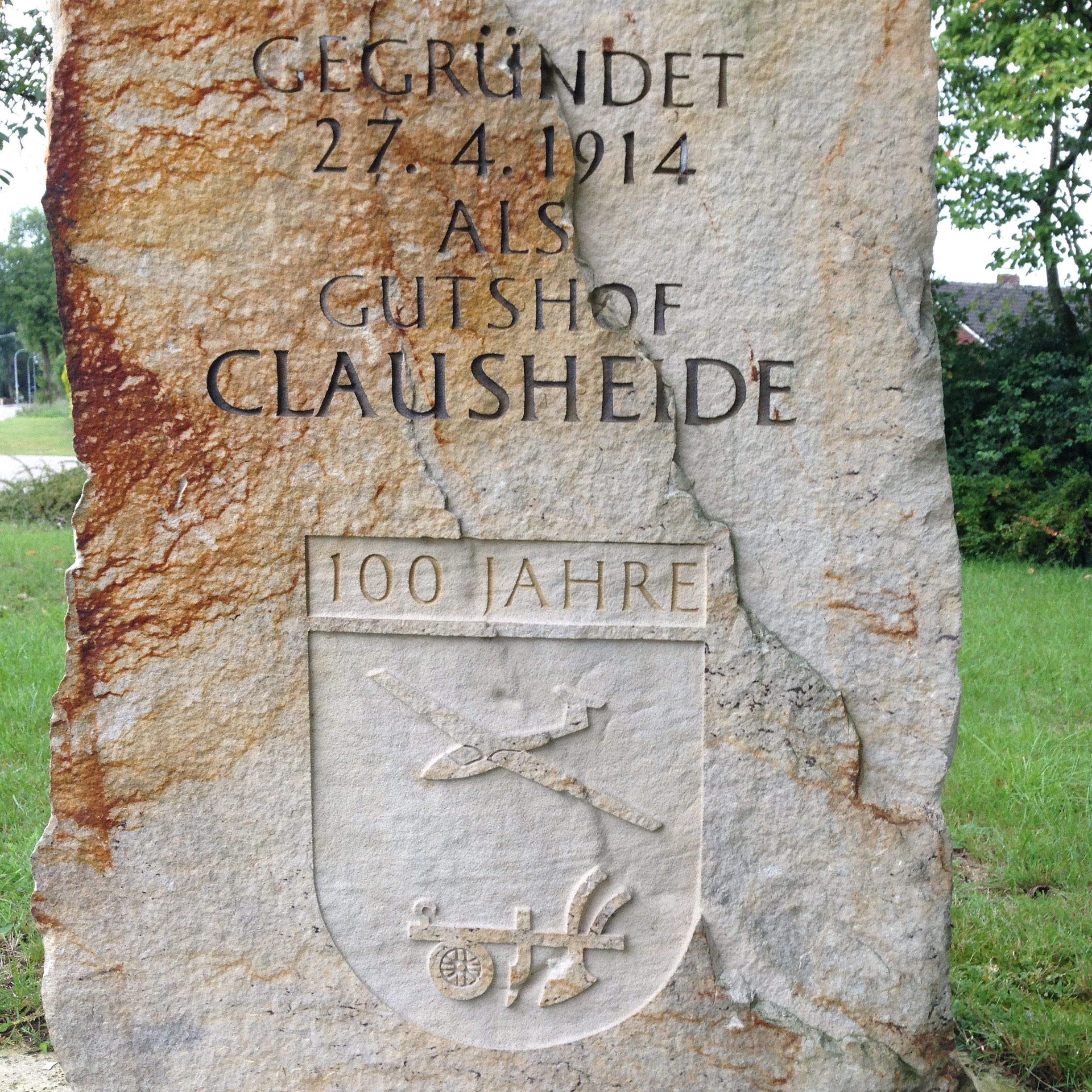
2014: Gedenkstein zum 100. Gründungstag von Gut Klausheide

1990 wurde der Gutsbetrieb eingestellt, das Herrenhaus sowie zwei Nebengebäude wurden an die Arbeiterwohlfahrt (AWO) verkauft. Die Speichergebäude kaufte eine Immobilienfirma. Von 1991 bis 1994 lebten in den Wohnungen Asylbewerber, danach wurde mit dem Umbau des Herrenhauses begonnen und seit 1996 betreibt die AWO auf dem Gut ein Wohnheim für chronisch mehrfach beeinträchtigte abhängigkeitskranke Menschen.
Zusammen mit Altendorf und Bakelde sowie Randbereichen von Stadtflur und Deegfeld wurde Klausheide mit Wirkung vom 14. Juni 2012 in das Dorferneuerungsprogramm des Landes Niedersachsen aufgenommen. Zwischen Oktober und Dezember 2017 wurde die erste größere Maßnahme umgesetzt: der Umbau des Bereichs vor dem Dorfgemeinschaftshaus zum zentralen Dorfplatz. Der Bereich wurde neu gepflastert, es wurden neue Beete angelegt und zwei Bereiche mit einer wassergebundenen Deckschicht ausgerüstet, auf der z. B. Boule gespielt werden kann. Neue Sitzgelegenheiten wurden geschaffen und der Parkplatzbereich wurde optimiert und mit einer Stromtankstelle ausgestattet. Des Weiteren wurden in Zusammenarbeit mit der Initiative Freifunk und dem Kindergarten im Bereich des Dorfplatzes Hot Spots für einen kostenfreien Internetzugang über W-LAN installiert.

### Einwohnerentwicklung
| Jahr | Einwohner |
| ---- | --------- |
| 1960 | 742       |
| 1961 | 725       |
| 1966 | 1152      |
| 1967 | 1255      |
| 1969 | 1360      |
| 1970 | 1328      |
| 1972 | 1520      |
| 2012 | 1454      |
| 2013 | 1469      |

| Jahr | Einwohner |
| ---- | --------- |
| 1932 | 205       |
| 1933 | 235       |
| 1939 | 248       |
| 1950 | 429       |
| 1953 | 448       |
| 1954 | 470       |
| 1955 | 503       |
| 1957 | 577       |
| 1959 | 633       |

Die Entwicklung der Einwohnerzahl kann in vier Phasen gegliedert werden:
- Zwischen den beiden Weltkriegen nahm die Bevölkerung durch den Zuzug von Gutsarbeitern gleichmäßig zu.
- In den ersten Nachkriegsjahren kam es durch die Ansiedlung von Flüchtlingen und Heimatvertriebenen zu einem stärkeren Wachstum.
- Am Ende der 1950er Jahre begann die systematische Anlage der Siedlung, so dass sich die Einwohnerzahl zwischen 1957 und 1967 mehr als verdoppelte.
- Seit der Eingemeindung stagniert die Zahl der Einwohner – nicht zuletzt wegen der Baubeschränkungen, die der Lärmschutzbereich 1 mit sich bringt.

### Bürgermeister
Die Gemeinde Klausheide hatte während ihrer politischen Selbstständigkeit sechs Bürgermeister (bis 1934 Gemeindevorsteher):
- 1929–1936: Hermann Meinecke
- 1936–1945: Bernhard Midden (zunächst kommissarisch bis 1937)
- 1945–1953: Egbert Hayessen
- 1953–1959: Theodor Dasselaar
- 1959–1964: Hermann König
- 1964–1974: Karl-Heinz Luchs

### Territoriale Zugehörigkeit
Die Liegenschaft des gesamten Gutes von rund 37,5 km² lag bei seiner Gründung 1914 zunächst in sieben Gemeinden und zwei Kreisen. 1929 erfolgte die Eingemeindung eines Großteils der Gemeinde Bakelde, auf deren Gebiet sich Gutshof und Siedlung befanden, nach Nordhorn und die Bildung der Restgemeinde Bakelde mit Sitz auf Gut Clausheide. 1931 erfolgte die Umbenennung in Klausheide. Die Liste gibt die Zugehörigkeit des Gebiets der ehemaligen Gemeinde wieder, Änderungen sind hervorgehoben:
- bis 1918: Deutsches Reich, Königreich Preußen, Provinz Hannover, Regierungsbezirk Osnabrück, Kreis Grafschaft Bentheim, Gemarkung Bakelde
- 1918–1929: Deutsches Reich, Freistaat Preußen, Provinz Hannover, Regierungsbezirk Osnabrück, Landkreis Grafschaft Bentheim, Gemarkung Bakelde
- 1929–1931: Deutsches Reich, Freistaat Preußen, Provinz Hannover, Regierungsbezirk Osnabrück, Landkreis Grafschaft Bentheim, Gemeinde Bakelde
- 1931–1945: Deutsches Reich, Freistaat Preußen, Provinz Hannover, Regierungsbezirk Osnabrück, Landkreis Grafschaft Bentheim, Gemeinde Klausheide
- 1945–1946: Deutsches Reich (Britische Besatzungszone), Freistaat Preußen, Provinz Hannover, Regierungsbezirk Osnabrück, Landkreis Grafschaft Bentheim, Gemeinde Klausheide
- 1946–1949: Deutsches Reich (Britische Besatzungszone), Land Niedersachsen, Regierungsbezirk Osnabrück, Landkreis Grafschaft Bentheim, Gemeinde Klausheide
- 1949–1974: Bundesrepublik Deutschland, Land Niedersachsen, Regierungsbezirk Osnabrück, Landkreis Grafschaft Bentheim, Gemeinde Klausheide
- 1974–1978: Bundesrepublik Deutschland, Land Niedersachsen, Regierungsbezirk Osnabrück, Landkreis Grafschaft Bentheim, Stadt Nordhorn
- 1978–2005: Bundesrepublik Deutschland, Land Niedersachsen, Regierungsbezirk Weser-Ems, Landkreis Grafschaft Bentheim, Stadt Nordhorn
- seit 2005: Bundesrepublik Deutschland, Land Niedersachsen, Landkreis Grafschaft Bentheim, Stadt Nordhorn

## Politik

### Bundestagswahl
Klausheide gehört zum Bundestagswahlkreis Mittelems (Wahlkreis 31). Direktgewählter Abgeordneter ist der Landwirt und agrarpolitische Sprecher der CDU/CSU-Fraktion, Albert Stegemann aus Ringe. Danny Meiners aus Geeste wurde über die Landesliste für die AfD in den Bundestag gewählt.
Bei der letzten Wahl zum Deutschen Bundestag am 23. Februar 2025 kam es zu folgendem Ergebnis:
| Partei                | Klausheide | Wahlkreis 31 | Deutschland |
| --------------------- | ---------- | ------------ | ----------- |
| CDU/CSU               | 26,6       | 39,3         | 28,5        |
| SPD                   | 23,9       | 21,2         | 16,4        |
| AfD                   | 18,0       | 14,3         | 20,8        |
| Die Linke             | 8,1        | 6,4          | 8,8         |
| Bündnis 90/Die Grünen | 6,3        | 8,7          | 11,6        |
| Sonstige              | 17,1       | 10,1         | 13,9        |
| Wahlbeteiligung       | *72,7      | 85,3         | 82,5        |

*ohne Briefwahl

### Landtagswahl
Weiter gehört Klausheide zum Landtagswahlkreis Grafschaft Bentheim (Wahlkreis 79). Direktgewählter Landtagsabgeordneter wurde bei der Landtagswahl 2022 Reinhold Hilbers (CDU) aus Lohne. Hilbers ist Betriebswirt und war Verwaltungsleiter der Lebenshilfe Nordhorn. Über die Landesliste zog Holger Kühnlenz (AfD) aus Nordhorn in den Landtag ein.
| Partei                | Klausheide | Wahlkreis 79 | Niedersachsen |
| --------------------- | ---------- | ------------ | ------------- |
| SPD                   | 34,9       | 34,0         | 33,4          |
| CDU                   | 30,6       | 37,1         | 28,1          |
| Bündnis 90/Die Grünen | 11,1       | 10,7         | 14,5          |
| AfD                   | 11,1       | 8,0          | 10,9          |
| FDP                   | 5,7        | 4,9          | 4,7           |
| Die Linke             | 2,1        | 1,9          | 2,7           |
| Sonstige              | 4,5        | 3,5          | 5,7           |
| Wahlbeteiligung       | *50,3      | 61,9         | 60,3          |

*ohne Briefwahl

### Kreistagswahl
Die nachfolgende Tabelle zeigt das Kreistagswahlergebnis (in Prozent) in Klausheide (Wahlbezirk 0208) im Vergleich zum Ergebnis der Stadt Nordhorn und des gesamten Landkreises bei der letzten Kommunalwahl am 12. September 2021:
| Partei                    | Klausheide | Stadt Nordhorn | Lkr. Grft. Bentheim |
| ------------------------- | ---------- | -------------- | ------------------- |
| SPD                       | 33,5       | 32,1           | 30,1                |
| CDU                       | 30,4       | 29,2           | 42,7                |
| Bündnis 90/Die Grünen     | 10,9       | 16,0           | 12,6                |
| FDP                       | 9,4        | 7,6            | 6,6                 |
| Initiative Pro Grafschaft | 7,9        | 8,5            | 3,4                 |
| Die Linke                 | 4,4        | 2,4            | 1,6                 |
| AfD                       | 3,5        | 4,2            | 2,9                 |
| Wahlbeteiligung           | *43,5      | 48,7           | 54,7                |

*ohne Briefwahl

### Landratswahl
Der Landrat des Landkreises wurde zuletzt durch eine Stichwahl am 16. Juni 2019 bestimmt. Dabei gewann der von der CDU aufgestellte parteilose Kandidat Uwe Fietzek, bislang Erster Kreisrat, vor dem Kandidaten der SPD, dem Bürgermeister von Bad Bentheim, Volker Pannen. Die nachfolgende Tabelle zeigt das Landratswahlergebnis (in Prozent) in Klausheide (Wahlbezirk 0208) im Vergleich zum Ergebnis aller Wahlbezirke bei der letzten Landratswahl 2019:
| Partei                  | Klausheide | Nordhorn | Grft. Bentheim |
| ----------------------- | ---------- | -------- | -------------- |
| Uwe Fietzek (parteilos) | 51,85      | 45,42    | 51,92          |
| Volker Pannen (SPD)     | 48,15      | 54,58    | 48,08          |
| Wahlbeteiligung         | *24,57     | 31,01    | 35,38          |

*ohne Briefwahl

### Stadtratswahl
Die nachfolgende Tabelle zeigt das Stadtratswahlergebnis (in Prozent) in Klausheide (Wahlbezirk 0208) im Vergleich zum Ergebnis des Wahlbereichs Ost und aller Wahlbezirke bei der letzten Kommunalwahl am 12. September 2021:
| Partei                          | Klausheide | Wahlbereich Ost | Stadt Nordhorn |
| ------------------------------- | ---------- | --------------- | -------------- |
| SPD                             | 31,0       | 29,2            | 29,3           |
| CDU                             | 26,5       | 28,7            | 27,0           |
| Bürgerforum Nordhorn (B!FN)     | 17,0       | 12,0            | 13,5           |
| FDP                             | 8,2        | 6,1             | 5,8            |
| Bündnis 90/Die Grünen           | 8,2        | 13,9            | 13,7           |
| Initiative Pro Grafschaft (IPG) | 4,0        | 4,1             | 4,9            |
| Die Linke                       | 2,7        | 2,5             | 2,1            |
| AfD                             | 2,5        | 3,5             | 3,8            |
| Wahlbeteiligung                 | *43,5      | 49,2            | 48,9           |

*ohne Briefwahl

### Bürgermeisterwahl
Seit dem 1. November 2011 ist Thomas Berling hauptamtlicher Bürgermeister der Stadt Nordhorn. Die Tabelle zeigt das Ergebnis der letzten Wahl am 26. Mai 2019 (in Prozent) in Klausheide (Wahlbezirk 0208) im Vergleich zum Ergebnis aller Wahlbezirke.
| Kandidat                    | Klausheide | Stadt Nordhorn |
| --------------------------- | ---------- | -------------- |
| Thomas Berling (SPD)        | 47,9       | 55,3           |
| Christoph Meier (parteilos) | 35,5       | 28,4           |
| Andre Mülstegen (CDU)       | 16,6       | 16,3           |
| Wahlbeteiligung             | *56,6      | 60,8           |

*ohne Briefwahl

## Religionen
Seit Anbeginn ist die konfessionelle Struktur in Klausheide sehr heterogen. Durch den Zuzug der Gutsarbeiter sowohl aus der Grafschaft Bentheim (vorwiegend reformiert) als auch aus dem Emsland (vorwiegend katholisch) und weit darüber hinaus wohnten in der Siedlung Katholiken, Reformierte und Lutheraner. Die letzten öffentlich zugänglichen Zahlen über die Verteilung der Konfessionen stammen vom 1. Dezember 1972: Von den 1520 Einwohnern waren 589 (38,8 %) ev.-lutherisch, 500 (32,9 %) katholisch und 417 (27,4 %) ev.-reformiert; 14 Einwohner (0,9 %) gehörten nicht zu den genannten Konfessionen.
Nach dem Zweiten Weltkrieg gab es weiteren Zuzug durch Flüchtlinge unterschiedlicher Konfessionen. Eine eigene Kirchengemeinde konnte wegen dieser Lage nie entstehen: Alle Christen gehörten zu Gemeinden in Nordhorn. Nach dem Zweiten Weltkrieg war indes die Bevölkerung soweit angewachsen, dass sowohl bei den Katholiken als auch bei den Protestanten der Wunsch nach einer Kirche am Ort bestand.

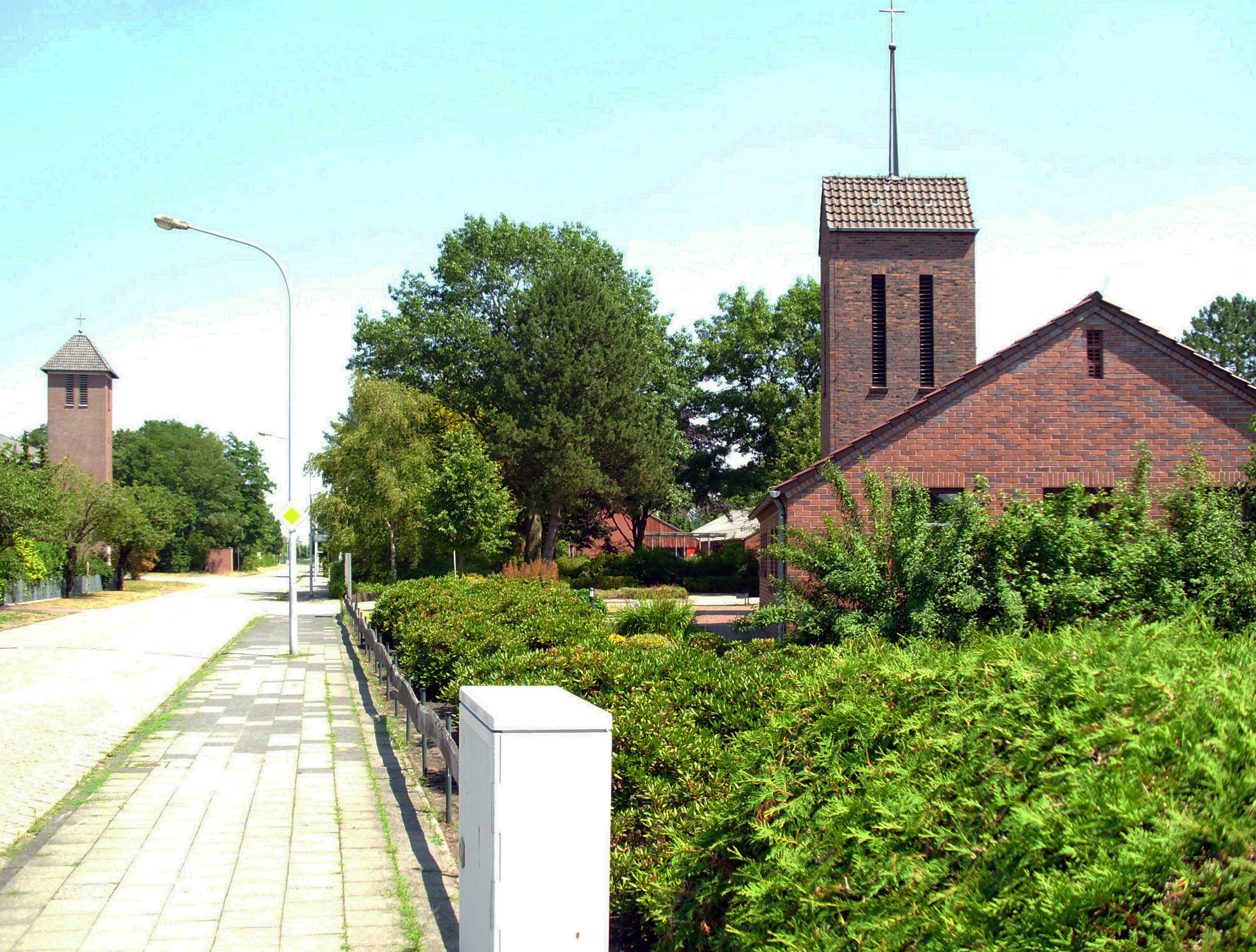
St. Ludgerus (links) und Michaeliskirche (Juli 2010)

1956 gründeten Reformierte und Lutheraner den Evangelischen Kirchbauverein e. V. mit dem Zweck, eine gemeinsame Kirche zu errichten. Die Vereinsmitglieder konnten rund 17.000 DM an Spenden sammeln, womit letztendlich das Geläut und die Orgel finanziert wurden. Die politische Gemeinde stellte kostenlos ein Grundstück zur Verfügung. Der Grundstein für die Michaeliskirche wurde am 13. August 1960 gelegt, die Einweihung erfolgte am 25. Januar 1962. Bauträger war zwar die lutherische Gemeinde, dennoch fanden seit Anbeginn die sonntäglichen Gottesdienste im Wechsel zwischen lutherischer und reformierter Gemeinde statt.
Für die Katholiken in Klausheide wurde eine Filialkirche der St.-Augustinus-Gemeinde Nordhorn gebaut. Grundsteinlegung war am 23. August 1964; am 16. November 1965 wurde sie Liudger, dem Missionar des Münsterlandes, geweiht. Wegen Einsparmaßnahmen wurde diese Kirche aufgegeben: Am 14. Juni 2009 wurde St. Ludgerus entwidmet, seitdem feiern die Katholiken ihre Gottesdienste im Wechsel mit Reformierten und Lutheranern in der Michaeliskirche. Da sich keine adäquate Nutzung für das Gebäude fand, wurde die St.-Ludgerus-Kirche im August 2011 abgerissen.

## Kultur und Sehenswürdigkeiten

Gut Klausheide
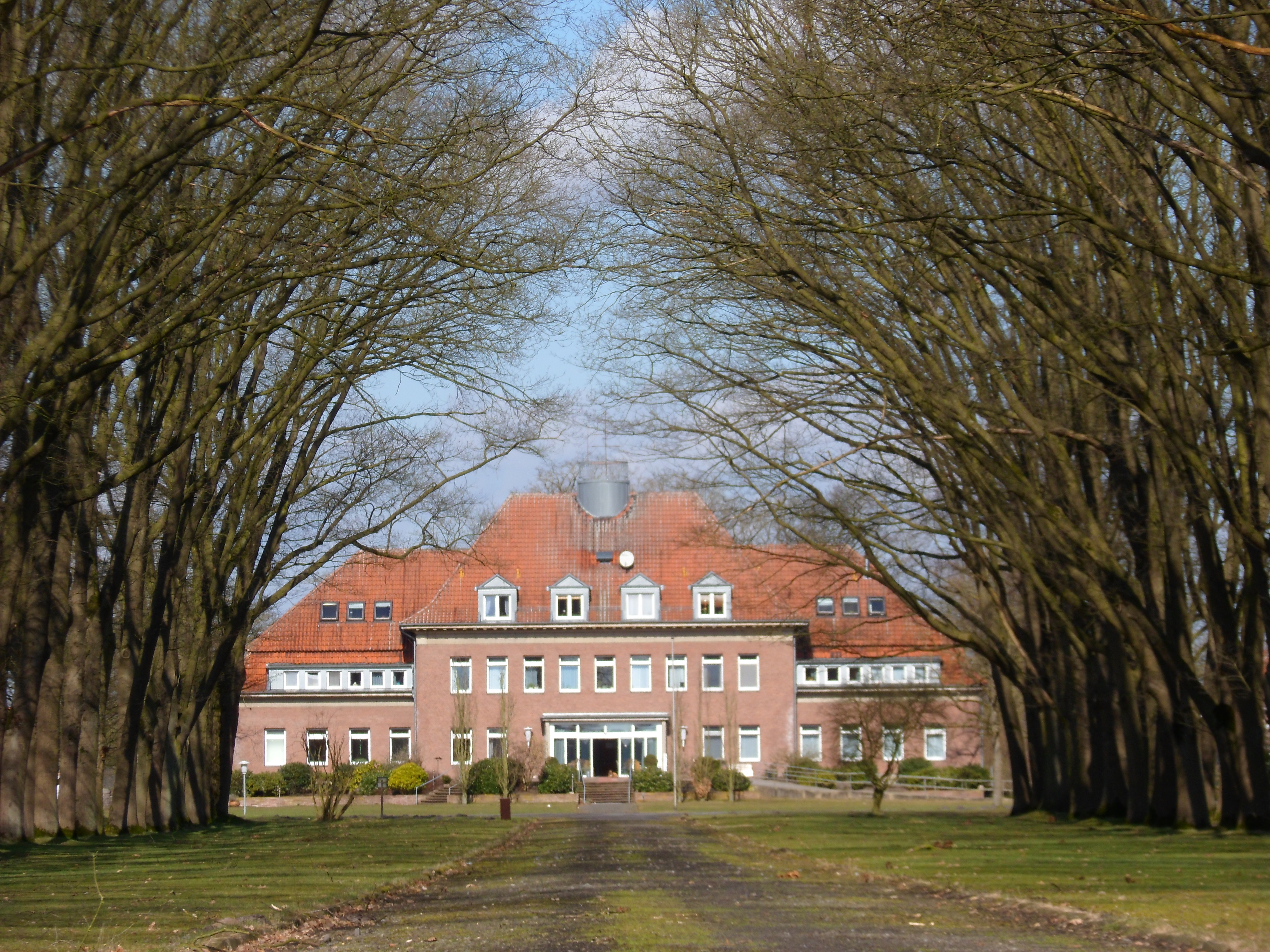
Gut Klausheide, Auffahrt zum Herrenhaus
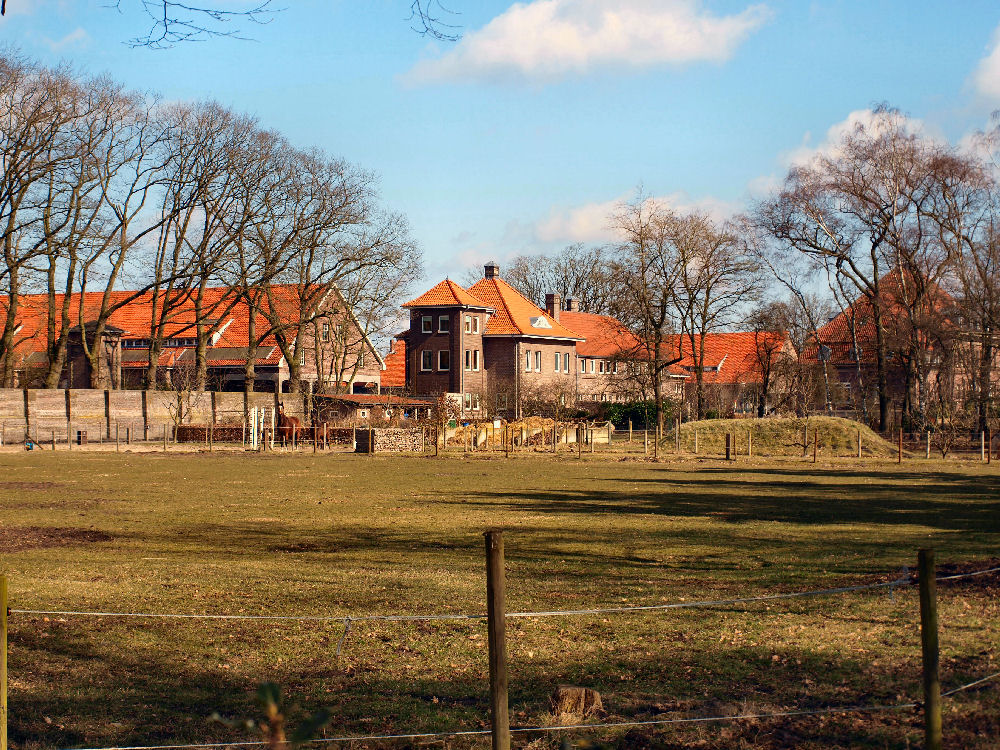
Gut Klausheide, Blick auf die westlichen Wirtschaftsgebäude und die frühere Inspektorenwohnung
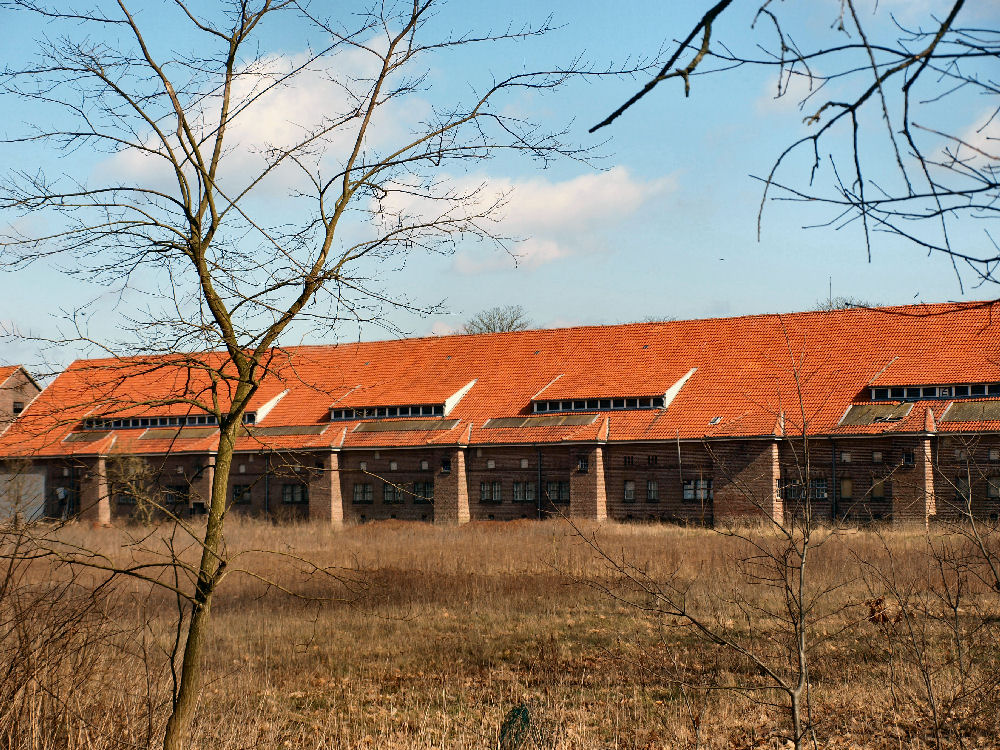
Gut Klausheide, Blick von Westen auf die ehemaligen Ställe und Wirtschaftsgebäude
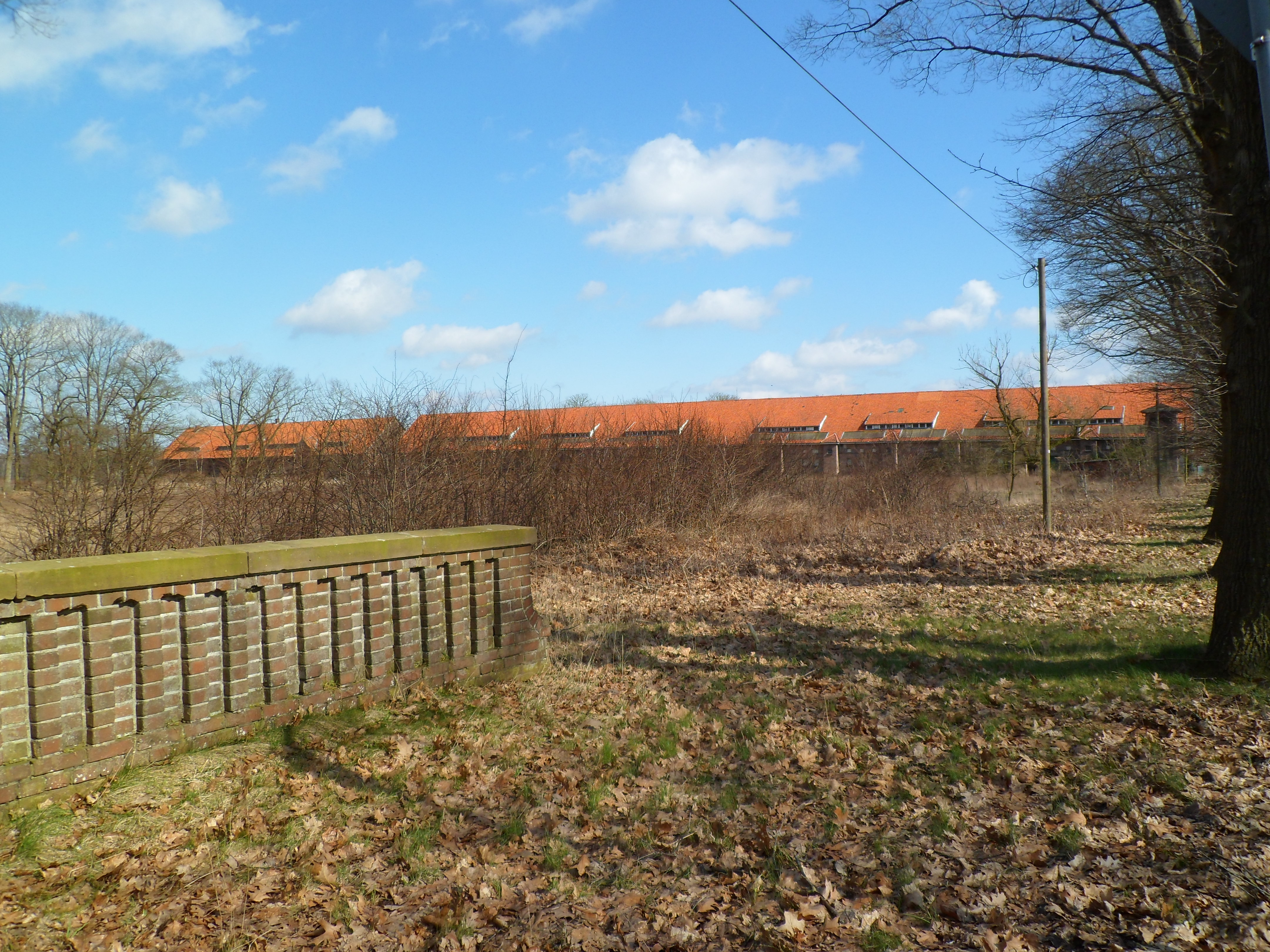
Gut Klausheide, Blick von Westen auf die ehemaligen Speicher, die sich an die Ställe anschlossen

### Bauwerke

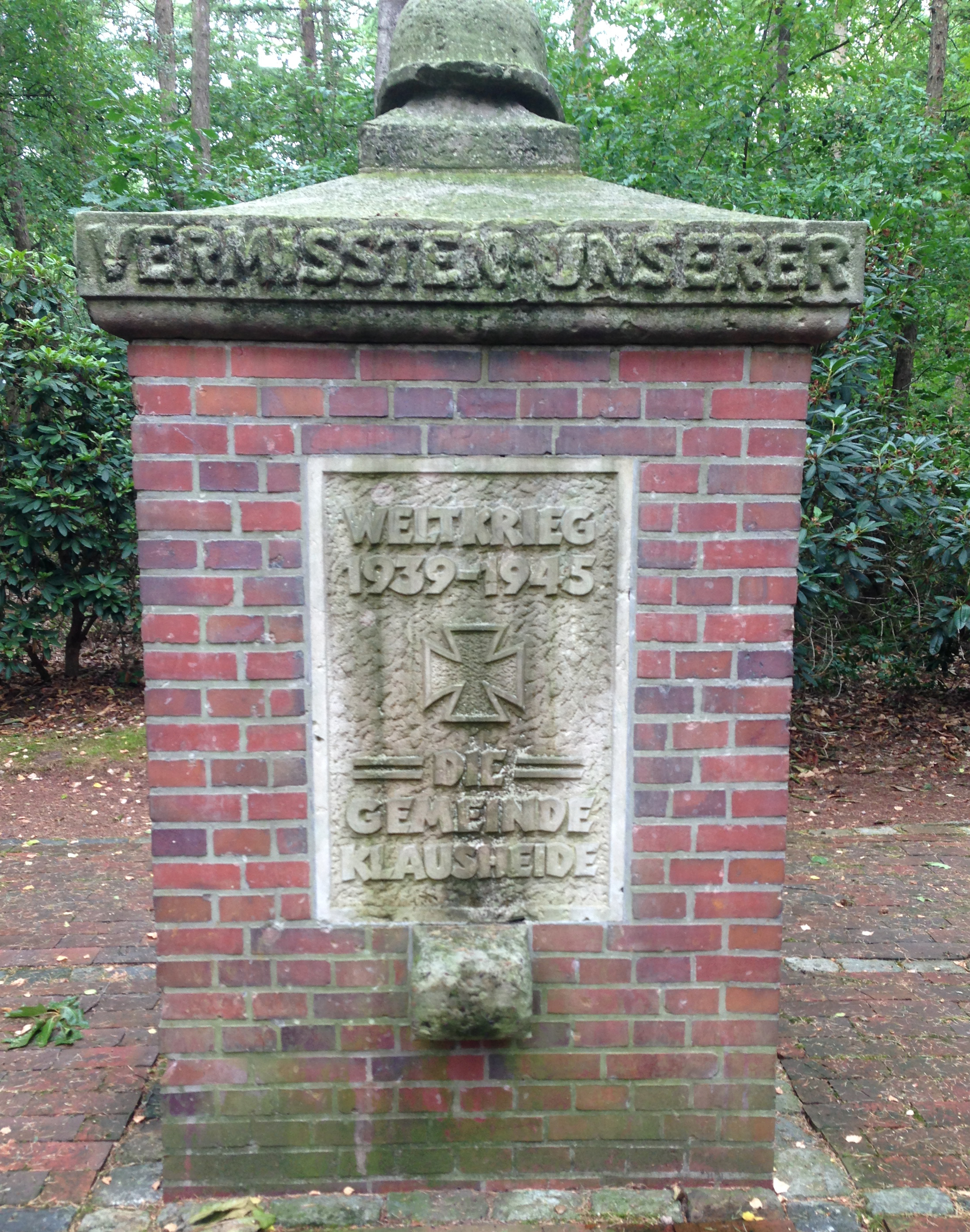
Kriegerdenkmal der Gemeinde Klausheide

Der zwischen 1914 und 1919 errichtete Gutshof steht mit allen Nebengebäuden und den ihn umgebenden Alleen unter Denkmalschutz. Die Gutsanlage gleicht einem großen Vierkanthof mit geschlossenem Innenbereich. Zusammen mit dem südlich gelegenen Park, durch den der rund 200 Meter lange Zufahrtsweg zum Herrenhaus verläuft, umfasst der Gutshof ein Gebiet von rund 13 Hektar, das von einer Mauer in unterschiedlicher Höhe eingefasst ist.
Am 15. November 1953 (Volkstrauertag) wurde an der Flugplatzstraße am Ortseingang das Kriegerdenkmal eingeweiht. Es war das erste Denkmal im Landkreis, das den Gefallenen und Vermissten des Zweiten Weltkriegs gewidmet war. Bei dem Denkmal handelt es sich um einen hohen Klinkerpfeiler mit Sandsteinabdeckung und Stahlhelm, ebenfalls aus Sandstein. Architekt war Bernhard Rammelkamp, angefertigt hat das Mahnmal der Bildhauer und Steinmetz Edward Meyer; es steht unter Denkmalschutz.
Die Inschrift lautet:
„Den Gefallenen und Vermissten unserer Gemeinde gewidmet • Weltkrieg 1939–1945 • Die Gemeinde Klausheide“
Das Denkmal wurde 2021 saniert: Der Grünbelag wurde beseitigt, die Fläche um das Denkmal wurde gepflastert, eine Bank und Fahrradständer wurden aufgestellt. Außerdem wurde ein Weg durch den Wald zum Denkmal angelegt.

### Vereine
- Förderverein der Grundschule Klausheide e. V.
- Schützenverein Klausheide e. V.
- Sportschützenverein Klausheide e. V.
- Sportverein Klausheide e. V.
- SV Hundefreunde Klausheide e. V.
- Wir – Bürgerverein Klausheide e. V. (wbk)

Am Flugplatz haben diverse Luftsportvereine ihren Sitz:
- Luftsportring Grenzland e. V.
- Luftsportverein Lingen e. V.
- Verein für Motorflug Klausheide e. V.
- Vereinigung Aktiver Piloten e. V.
- Interessenverband historischer Flugzeuge Flugplatz Klausheide
- Twentse Ultralichte Vliegclub

### Sport
Basketball
Die Damen der Basketballabteilung des SV Klausheide (Wildcats) spielen den höchstklassigen Vereinssport am Ort. Bis zur Saison 2014/15 spielten sie in der 2. Regionalliga West. Nach dem Abgang wichtiger Leistungsträger entschloss die Mannschaft sich zum freiwilligen Abstieg in die Bezirksoberliga. In der Saison 2015/16 wurde die Mannschaft Meister und stieg in die Oberliga West auf.
Breitensport
Der SV Klausheide bietet im Breitensport verschiedene Möglichkeiten der sportlichen Betätigung für alle Altersklassen, z. B. Kinderturnen, Gymnastik, Pilates usw.
Fußball
Beim SV Klausheide gibt es einige Herren- und Jugendfußballmannschaften, die alle auf Kreisebene spielen.
Kloatscheeten

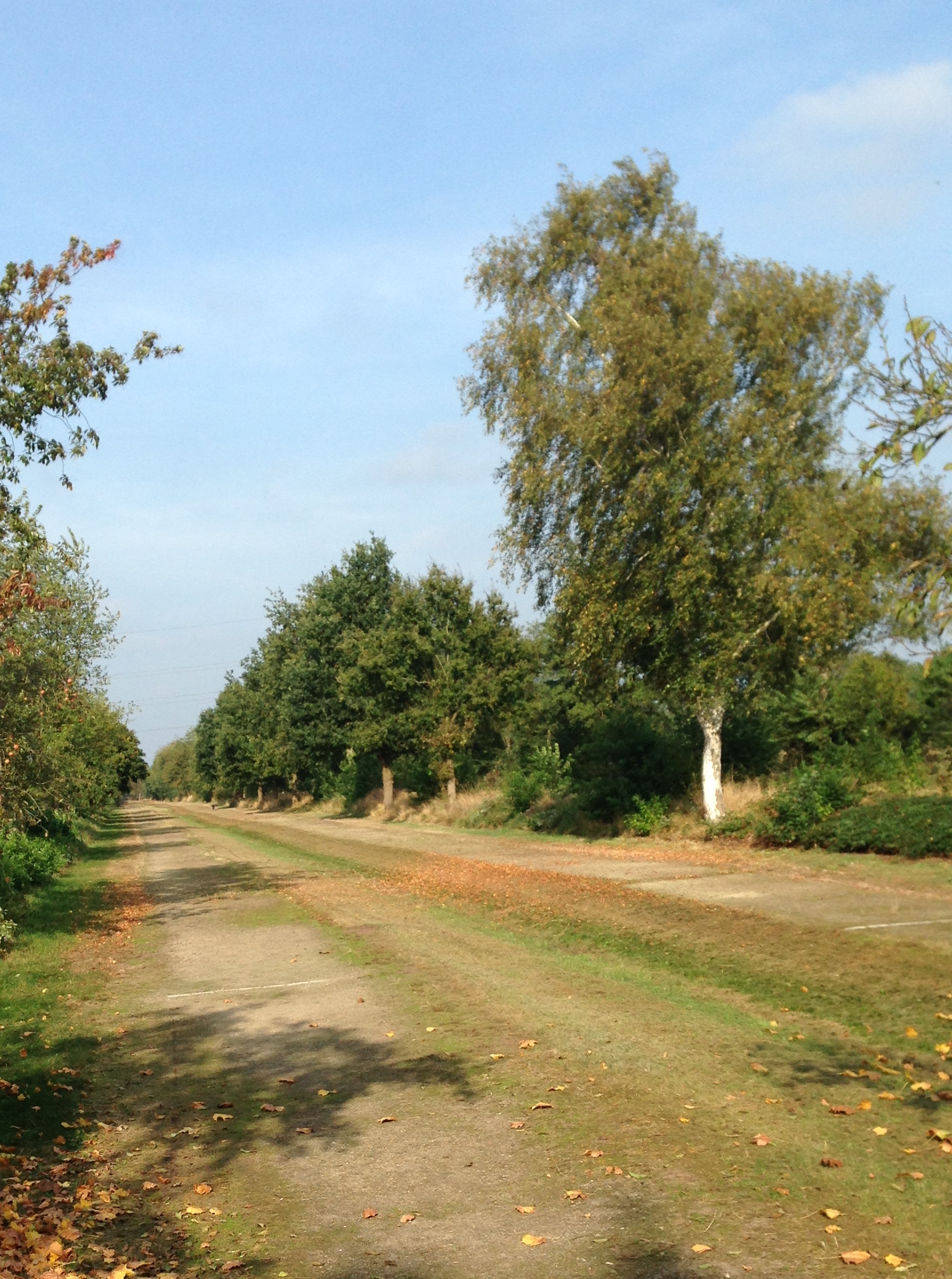
Kloatscheeterbahnen auf der Fritz-Hilkmann-Sportkloatscheeter-Anlage

In Klausheide befindet sich nördlich der B 213 die Fritz-Hilkmann-Sportkloatscheeter-Anlage. Kloatscheeten ist ein vor allem in der Grafschaft Bentheim und im angrenzenden Emsland beheimateter Volkssport, der dem Boßeln und Klootschießen ähnelt. Die Anlage ist die einzige, auf der Sportkloatscheeten betrieben wird.
Sportschießen
Im Sportschützenverein Klausheide betreiben diverse Damen- und Herren-Mannschaften aus dem Senioren-, Junioren-, Jugend- und Schülerbereich den Schießsport. Auf der Schießsportanlage im 1982/83 erbauten Schützenhaus wird mit Luftgewehr und -pistole sowie mit dem Lichtpunktgewehr geschossen.

### Hochzeits- und Familienwald
An der Petkuser Straße befindet sich einer von sechs Hochzeits- und Familienwälder der Stadt Nordhorn. Jeweils Anfang November pflanzten hier insbesondere Hochzeitspaare und Jubilare mit Unterstützung des VVV – Stadt- und Citymarketing Nordhorn e. V. einen Baum. Zur Verfügung standen sieben Baumarten: Ahorn, Apfel, Birne, Eiche, Esche, Kiefer und Linde. Der Hochzeitswald geht auf eine Tradition zurück, nach der jedes Brautpaar verpflichtet war, einen Baum – meistens eine Eiche – zu pflanzen. Seit 2017 ist der Hochzeitswald in Klausheide voll belegt.

### Regelmäßige Veranstaltungen
- Gemeinsame Veranstaltung von Schützen- und Sportverein ist der Kinderkarneval.
- Schützenverein und Bürgerverein (wbk) veranstalten die Ostereiersuche und das Osterfeuer am Karsamstag.
- Der Schützenverein veranstaltet jährlich am letzten Juni-Wochenende das Schützenfest.
- Der Sportverein veranstaltet am letzten Juli-Wochenende die Sportwoche.
- Der AWO-Kreisverband organisiert seit 2016 alle zwei Jahre auf Gut Klausheide ein Sommerfest.
- Ebenfalls seit 2016 findet alle zwei Jahre auf der Kloatscheeteranlage (bis 2018 auf Gut Klausheide) das Hundefestival statt, dessen Erlös dem Tierschutz zugutekommt.
- Seit 2018 veranstaltet der Bürgerverein jährlich im September auf dem Dorfplatz einen großen Flohmarkt.
- Am ersten Oktober-Samstag veranstaltet der Schützenverein das Oktoberfest.
- Am Samstag vor dem 1. Advent findet das Weihnachtsbaumaufstellen mit Weihnachtsmarkt auf dem Dorfplatz statt, Veranstalter ist wbk.
- Im Dezember findet der Winterzauber statt, Veranstalter ist der Sportverein.

## Wirtschaft und Infrastruktur

### Gewerbe und Industrie
Bis zum Zweiten Weltkrieg war Klausheide vor allem durch das Gut landwirtschaftlich geprägt. Die Familie Krupp von Bohlen und Halbach verkaufte das Gut 1951 an die Lochow-Petkus GmbH, Bergen (heute KWS Lochow GmbH). Als die Lochow-Petkus GmbH den Getreideanbau in Klausheide aufgab, wurden die meisten Flächen an den Landkreis und die Stadt verkauft.
Seit den 1980er Jahren fördern die „Nordhorner Versorgungsbetriebe“ im Landesforst Klausheide Trinkwasser. Aus fünf Brunnen wird das Rohwasser aus 60 bis 91 Meter Tiefe gefördert, über eine Druckleitung nach Nordhorn befördert und im dortigen Wasserwerk zu Trinkwasser aufbereitet. Vier weitere Brunnen befinden sich in Hesepe; zusammen decken sie den Trinkwasserbedarf der Stadtgemeinde Nordhorn.

#### Gewerbegebiet West
Nach dem Zweiten Weltkrieg entstand am westlichen Rand der Siedlung ein kleines Gewerbegebiet, in dem sich insbesondere eine große Türen- und Fensterfabrik ansiedelte. Nach dem Konkurs dieser Firma nutzen diverse kleinere Unternehmen das Gelände.

#### Gewerbe- und Industriegebiet Ost
Die Stadt Nordhorn hat östlich der Siedlung ein Industriegebiet eingerichtet (Klausheide-Ost, 83,6 ha Nettofläche). Hier hat sich insbesondere die Reinert-Ritz GmbH angesiedelt, ein Unternehmen für die Konstruktion und Herstellung von Rohrleitungsformteilen aus Kunststoff. Seit Mai 2020 ist die Vrielmann GmbH dort ansässig, die elektrische und elektronische Anlagen wie Trafostationen, Schaltanlagen und Steuerungstechnik plant, fertigt und installiert. Im April 2024 verlegte die Beton- und Monierbau GmbH ihren Sitz in das Gewerbegebiet. Das Unternehmen ist ein universelles Bauunternehmen für die Bereiche Erdbau, Verkehrswege, Kabel- und Rohrleitungsbau, Hochbau, Ingenieurbau sowie Bohrplatz- und Industriebau. Im Süden wurden 11,5 ha an die Solarkraftwerk Klausheide GmbH & Co KG (4147,36 kWp) bis Ende 2037 verpachtet.

#### Gewerbe- und Industriegebiet Nord

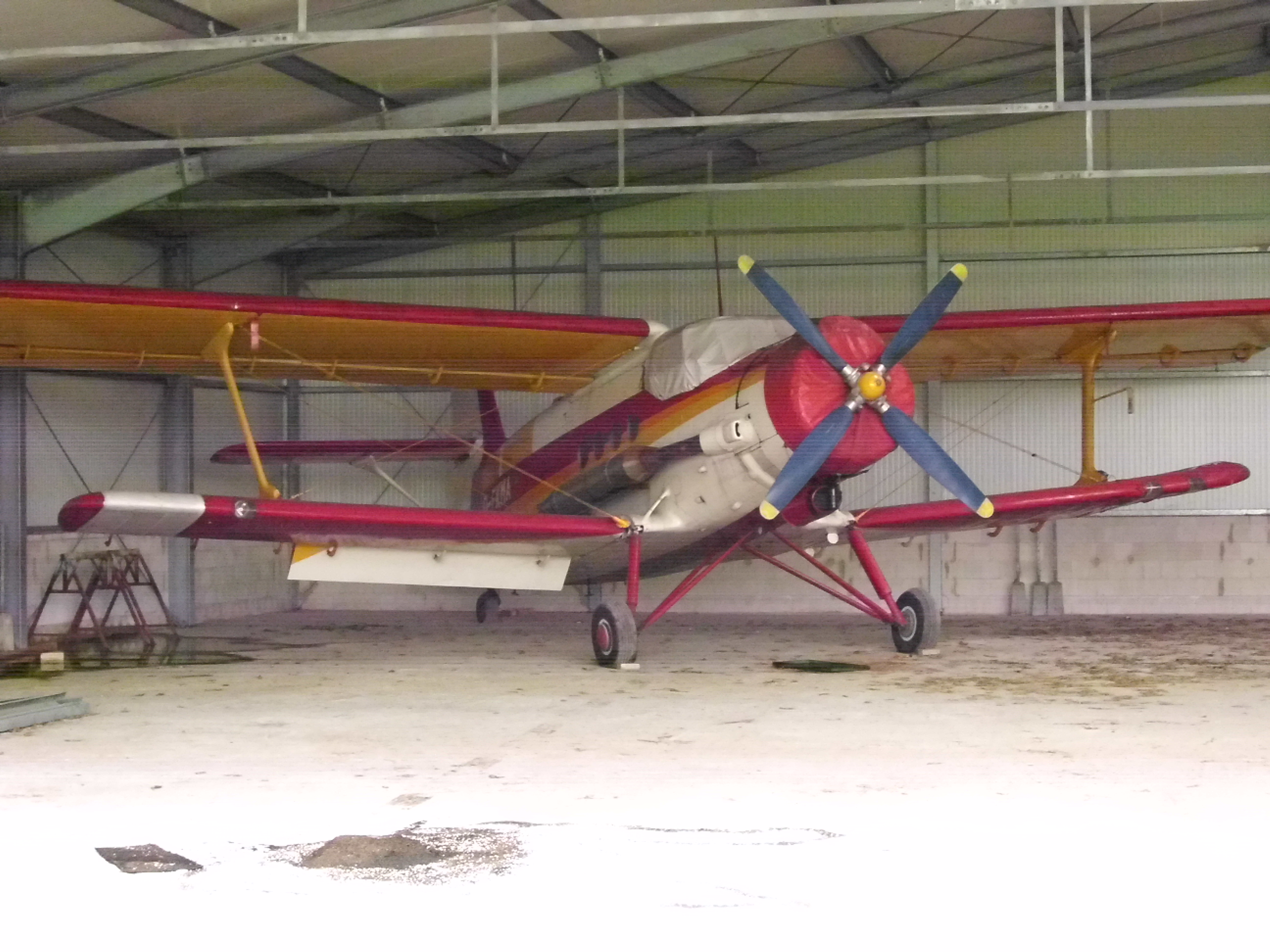
Sowjetischer Doppeldecker An-2 in einer der Flugplatzhallen

Nördlich der Siedlung wurde ein weiteres Industriegebiet erschlossen (Klausheide-Nord, 70,26 ha Nettofläche). Hier hat sich unter anderem im November 2017 die Optibrut GmbH, eine Brüterei für Masthähnchen mit einer Kapazität von 42 Millionen Küken pro Jahr, angesiedelt. 2023 eröffnete die Neuenhauser Recycling Technology (ReTec) GmbH ihren Betrieb. Das Unternehmen stellt mobile und stationäre Recycling-Maschinen und -Anlagen her.

### Flugplatz
Etwa 1,5 km östlich des Ortskerns liegt der Flugplatz Klausheide (offiziell Flugplatz Nordhorn-Lingen GmbH), ein Verkehrslandeplatz, der für Motorflugzeuge bis 10 t zugelassen ist. Außerdem gibt es zwei Start- und Landebahnen für Segelflugzeuge. Der Platz bot sich bereits in seinem Urzustand als Flugplatz an, sodass ihn bereits die Familie Krupp von Bohlen und Halbach nutzte. Heute sind hier zwei Flugschulen für Motorflug, zwei Segelflugvereine, ein Ultraleichtflugzeug-Club, drei Unternehmen, die größte flugfähige Flugzeug-Oldtimergruppe Europas und andere Flugsportgruppen beheimatet.

### Luft-/Bodenschießplatz
Das Gebiet des Luft-/Bodenschießplatzes Nordhorn gehörte ursprünglich zum Gut Klausheide. Er liegt zwei Kilometer südlich des Ortsrandes von Klausheide auf der Südseite des Ems-Vechte-Kanals in den Gemarkungen Elbergen (Gem. Emsbüren), Engden, Hesepe (Stadt Nordhorn) und Lohne (Gem. Wietmarschen). Die Familie Krupp von Bohlen und Halbach war nach dem Ersten Weltkrieg an einer landwirtschaftlichen Nutzung nicht mehr interessiert. Sie stellte das Gelände deshalb 1933 der Reichswehr als Artillerie-Schießplatz zur Verfügung. Im Zweiten Weltkrieg wurde es auch als Schießplatz der Luftwaffe genutzt. Nach dem Zweiten Weltkrieg übernahm die britische Royal Air Force das Gelände und richtete dort die Nordhorn Air To Ground Weapon Range, kurz Nordhorn Range, ein. Während der Schießübungen kreisen die Flugzeuge über dem Ort Klausheide, sodass es 1954 wegen der Lärmbelastung zu ersten Protesten in der Bevölkerung kam. Im Jahr 1971 wurde die Bürgerinitiative Notgemeinschaft Nordhorn-Range e. V. gegründet, die bis heute für die Einstellung des Flugbetriebs kämpft. Nach mehreren Abstürzen von Militärmaschinen (bis dahin 2 Gloster Meteor, 2 Canadair Sabre, 1 Starfighter) nahe der Ortschaft wurde der Schießplatz am 8. Juli 1971 durch Klausheider Einwohner erstmals besetzt; der Flugbetrieb musste deshalb für 24 Stunden eingestellt werden. Bis 1973 kam es zu weiteren Platzbesetzungen, Schulstreiks und Großkundgebungen. Der Liedermacher und Schriftsteller Franz Josef Degenhardt nahm diese Proteste als Vorlage für seinen Roman Brandstellen, der 1977 von der DEFA verfilmt wurde. Die Royal Air Force übergab 2001 den Platz an die Bundeswehr, die ihn nun als Luft-/Bodenschießplatz Nordhorn weiterhin nutzt. Seit der offiziellen Schließung des Luft-/Bodenschießplatzes Siegenburg am 10. Dezember 2014 ist der Luft-/Bodenschießplatz Nordhorn das einzig verbliebene Übungsgelände für den Luft-Boden-Kampf in Deutschland.

### Gesundheitswesen

#### Sozialtherapeutisches Wohnheim

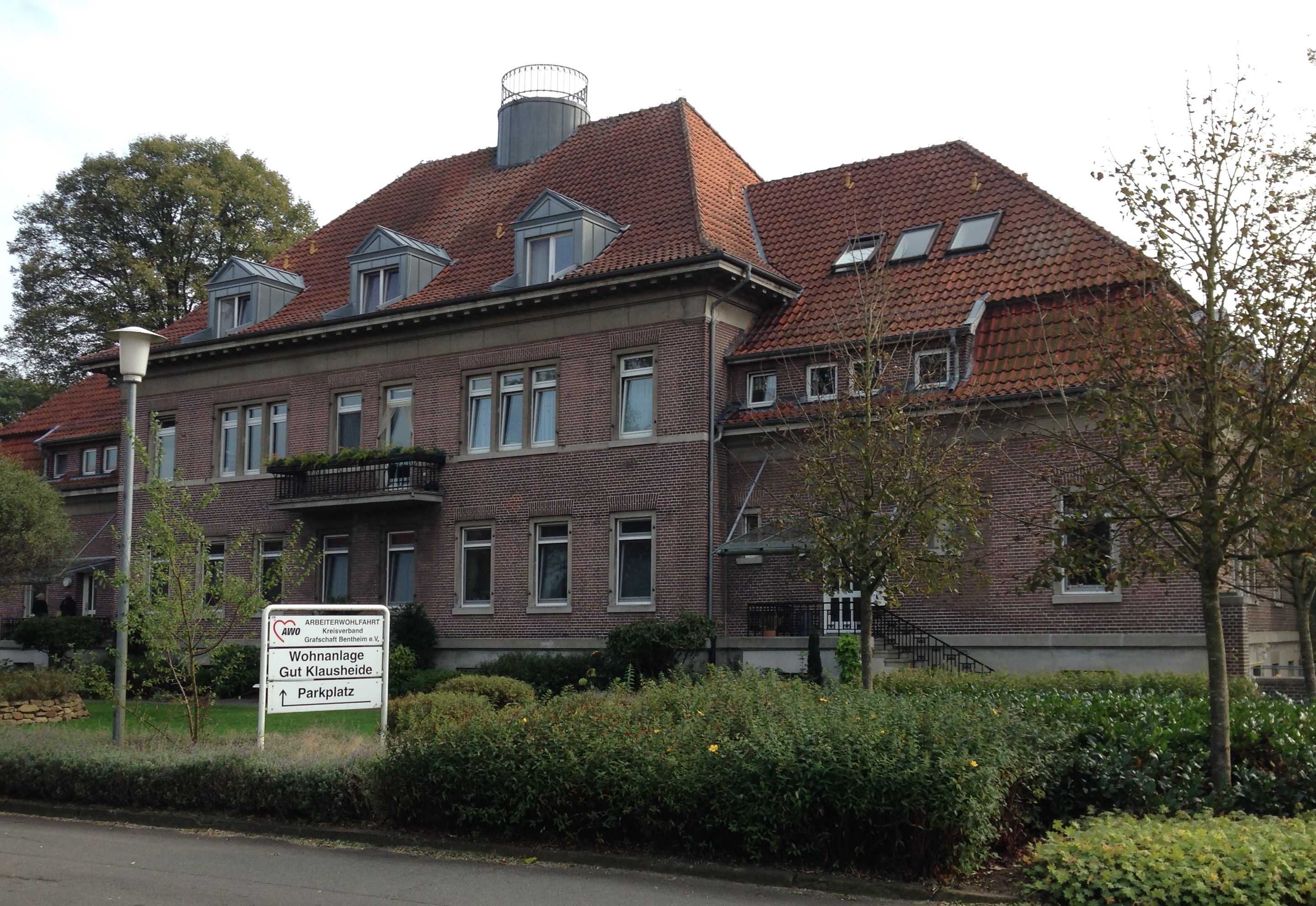
Sozialtherapeutisches Wohnheim der Arbeiterwohlfahrt

Die Arbeiterwohlfahrt, Kreisverband Grafschaft Bentheim, betreibt auf dem Gutshof (Herrenhaus und zwei Nebengebäude) seit 1996 ein sozialtherapeutisches Wohnheim der Eingliederungshilfe (SGB XII §§ 53/54 ff.) mit 61 Plätzen für den Personenkreis der chronisch mehrfach beeinträchtigt Abhängigkeitskranken. Der Schwerpunkt der Arbeit liegt bei der Stabilisierung und Verbesserung der kognitiven und kommunikativen Kompetenzen. Deshalb werden die Betroffenen in möglichst lebensnahe Arbeits- und Beschäftigungsfelder eingebunden. Das Ziel ist, den Bewohnern ein suchtmittelfreies Umfeld zu bieten, um einer weiteren physischen und psychischen Behinderung entgegenzuwirken.

#### Krankenhäuser
Das nächstgelegene Krankenhaus ist die ca. acht Kilometer entfernte Euregioklink in der Kreisstadt Nordhorn. Träger sind der Landkreis und die katholische Kirche. Das ca. 14 Kilometer entfernte Bonifatiushospital befindet sich in Lingen, Träger ist die katholische Kirche. Beide Kliniken sind Schwerpunktkrankenhäuser sowie Akademische Lehrkrankenhäuser der Universität Münster.

#### Ärztliche Versorgung
In Klausheide befindet sich eine Facharztpraxis für Psychotherapie. Andere Allgemein- und Facharztpraxen befinden sich vor allem in Nordhorn und Lingen, zu einem Teil auch in Lohne.

### Medien
Tageszeitung
Regionale Tageszeitung in Klausheide sind die Grafschafter Nachrichten.
Anzeigenblätter
Kreisweit erscheint sonntags ein kostenloses Anzeigenblatt, die SonntagsZeitung (Grenzland-Woche Verlags- und Werbegesellschaft mbH).
In Klausheide wird die lokale Werbe- und Informationsschrift Moinsen kostenlos verteilt (monatlich; Verlag Cheese Press für die IHHG Lohne und die WGW Wietmarschen).
Lokaler Rundfunk
In Klausheide kann die Ems-Vechte-Welle, ein regionales Bürgerradio für die Landkreise Grafschaft Bentheim und Emsland, über Antenne und Kabel empfangen werden.

### Öffentliche Einrichtungen

#### Bibliothek
Eine Zweigstelle der Nordhorner Stadtbibliothek befindet sich im Dorfgemeinschaftshaus. Hier werden insbesondere für Kinder und Jugendliche Medien zum Ausleihen vorgehalten.

#### Jugendtreff

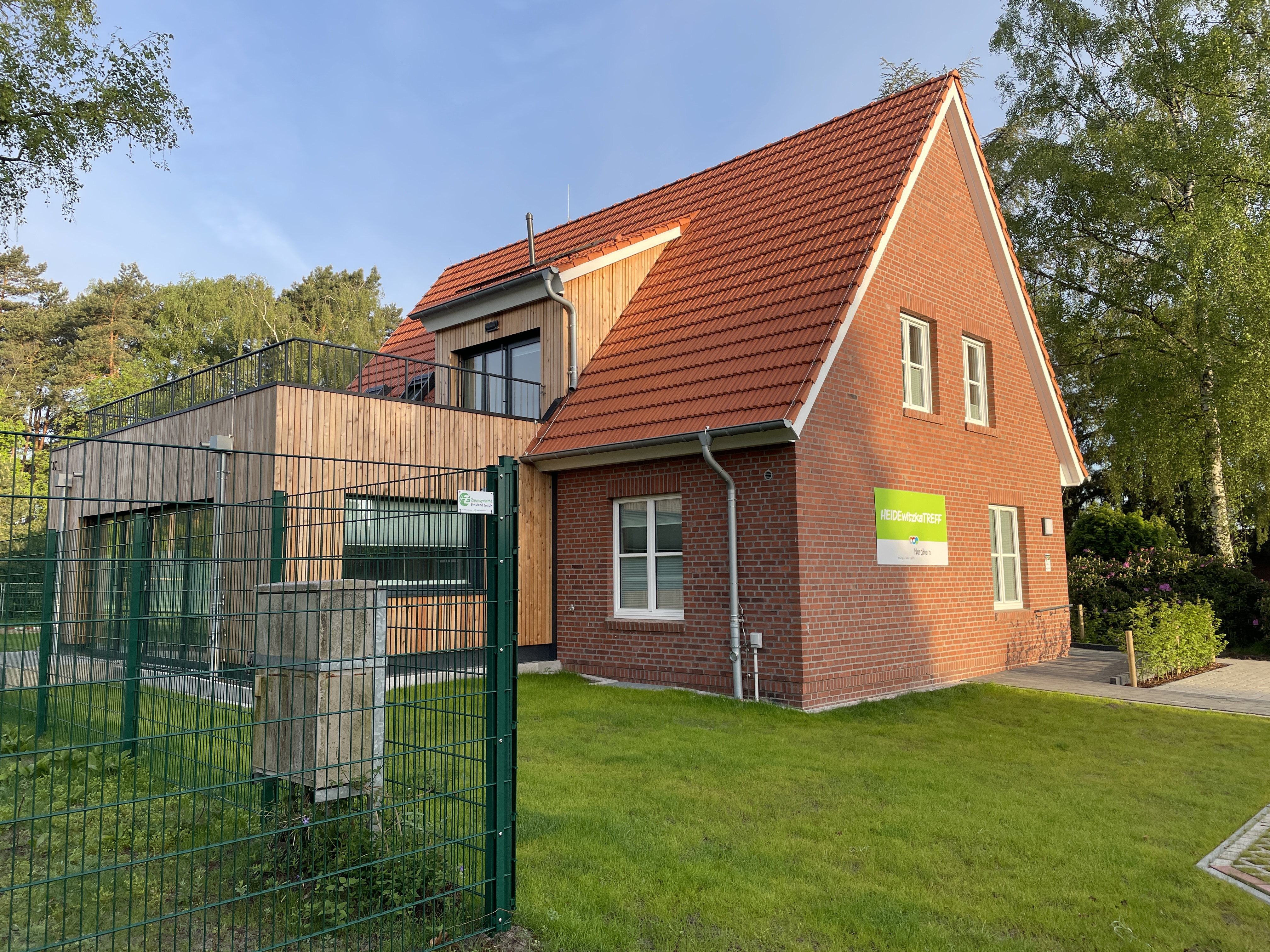
Der „Heidewitzkatreff“ an der Heideschulstraße

Im ehemaligen Kühlhaus am Dorfgemeinschaftshaus wurde der Jugendtreff „Kühlhaus“ eingerichtet; Träger war die ev.-reformierte Kirchengemeinde. 2024 wurde das ehemalige Schulleiterhaus neben der Grundschule als neues Jugendhaus mit dem Namen „Heidewitzkatreff“ eingeweiht. Träger der Einrichtung ist die Stadt. Die Grundschule nutzt die Einrichtung ebenfalls, z. B. als Mensa und für Gruppenarbeiten.

#### Sportzentrum
1976 wurde das neue Sportzentrum mit Turnhalle und Hallenbad direkt neben der alten Turnhalle eröffnet; die Turnhalle wird für den Vereins- und Schulsport genutzt. Die alte Turnhalle wurde zum Kindergarten St. Ludgerus umgebaut. Das Hallenbad wurde inzwischen geschlossen und zu einer Mehrzweckhalle umgebaut.

#### Feuerwehr
Das Gut Klausheide verfügte bis Ende des Zweiten Weltkriegs über eine eigene Feuerwehr. Sie stellte den Brandschutz für das Gut und die Gemeinde sicher. Danach übernahm die Freiwillige Feuerwehr Nordhorn den Brandschutz für Klausheide.
Im Jahre 2014 wurde von der Stadt ein Brandschutzbedarfsplan in Auftrag gegeben. Dieser deckte zwei Problemfelder auf: Klausheide und das südwestliche Stadtgebiet Nordhorns waren nicht schnell genug erreichbar und tagsüber stand nicht genügend Personal zur Verfügung, weil viele Feuerwehrleute zu weit von der Feuerwache entfernt ihren Arbeitsplatz hatten, sodass sie im Alarmfall nicht verfügbar waren. Als erste Maßnahme wurde 2015 eine Außenstelle der Ortsfeuerwehr Nordhorn in Klausheide beschlossen. Zu diesem Zweck erklärte sich die im Industriegebiet Klausheide-Ost ansässige Firma Reinert-Ritz bereit, eine Betriebsgarage für ein Feuerwehrfahrzeug zur Verfügung zu stellen. Da einige Feuerwehrleute bei der Firma ihren Arbeitsplatz haben, ist jetzt in sehr kurzer Zeit auch tagsüber die Einsatzbereitschaft sichergestellt. Am 7. Dezember 2015 wurde die Feuerwehraußenstelle mit der Übergabe eines Tanklöschfahrzeugs (TLF 16/25, Baujahr 1989) offiziell in Betrieb genommen. Neben der Kooperation der Stadt mit einem Wirtschaftsbetrieb ergibt sich eine weitere Besonderheit dadurch, dass die Feuerwehrleute verschiedenen Ortsfeuerwehren angehören (Nordhorn, Brandlecht und Lohne, Stand 2015). Am 27. Mai 2025 wurde die Feuerwehraußenstelle an den Flugplatz in die Räumlichkeiten des Tierseuchenlogistikzentrums verlegt. In Kooperation zwischen Flugplatz und Stadt wurde ein neues Löschgruppenfahrzeug (LF 16/20) angeschafft, das zusätzlich auch den vorgeschriebenen Schutz des Flugplatzes sicherstellt.

#### Tierseuchenlogistikzentrum
Am 16. September 2014 wurde am Flugplatz das Tierseuchenlogistikzentrum für den Landkreis Grafschaft Bentheim und den südlichen Landkreis Emsland in Betrieb genommen. Im Seuchenfall werden von hier aus die Untersuchungen der Bestände organisiert und durchgeführt, die Einsatzkräfte versorgt und Material und Fahrzeuge dekontaminiert und gereinigt. Die Untersuchungsergebnisse dienen als Entscheidungsgrundlage für das weitere Vorgehen wie die Einrichtung von Sperrzonen um einen betroffenen Betrieb und die Tötung des Tierbestandes. Die Tötung der Tiere liegt in der Verantwortung der Landwirte, die zu diesem Zweck in der Nachbarschaft das Tierseuchenvorsorgezentrum gebaut haben. Das Tierseuchenlogistikzentrum besteht aus einer Materiallagerhalle, Büroräumen und einem Sanitärtrakt. Die Halle dient vorwiegend der Unterstellung von Flugzeugen und wird im Bedarfsfall für die Seuchenbekämpfung freigeräumt. Die Immobilie ist im Eigentum der Flugplatzbetriebsgesellschaft, an der beide Landkreise beteiligt sind.
Erstmals in Betrieb genommen wurde das Tierseuchenlogistikzentrum am 20. Juli 2022 wegen eines Falls der Afrikanischen Schweinepest in Emsbüren.

#### Tierseuchenvorsorgezentrum
In unmittelbarer Nachbarschaft zum Tierseuchenlogistikzentrum, an der Ludwig-Bölkow-Straße 1, eröffnete die Geflügelseuchenvorsorge GmbH am 25. August 2017 ihr Tierseuchenvorsorgezentrum. Das Tierseuchenvorsorgezentrum besteht aus Lagerhallen für Container und Lkw-Auflieger, Duscheinheiten sowie Büro- und Besprechungsräumen. Hier sind alle Gerätschaften und Materialien vorhanden, um befallene Tierbestände töten und beseitigen zu können und um die Stallungen zu desinfizieren. Zurzeit ist der Einsatz auf Seuchen in Schweinebeständen und Geflügelbetrieben beschränkt. Das Tierseuchenvorsorgezentrum ist eine Gründung der Vereinigung des Emsländischen Landvolks e. V. und zuständig für die Landkreise Grafschaft Bentheim und Emsland.

### Bildung

#### Schule

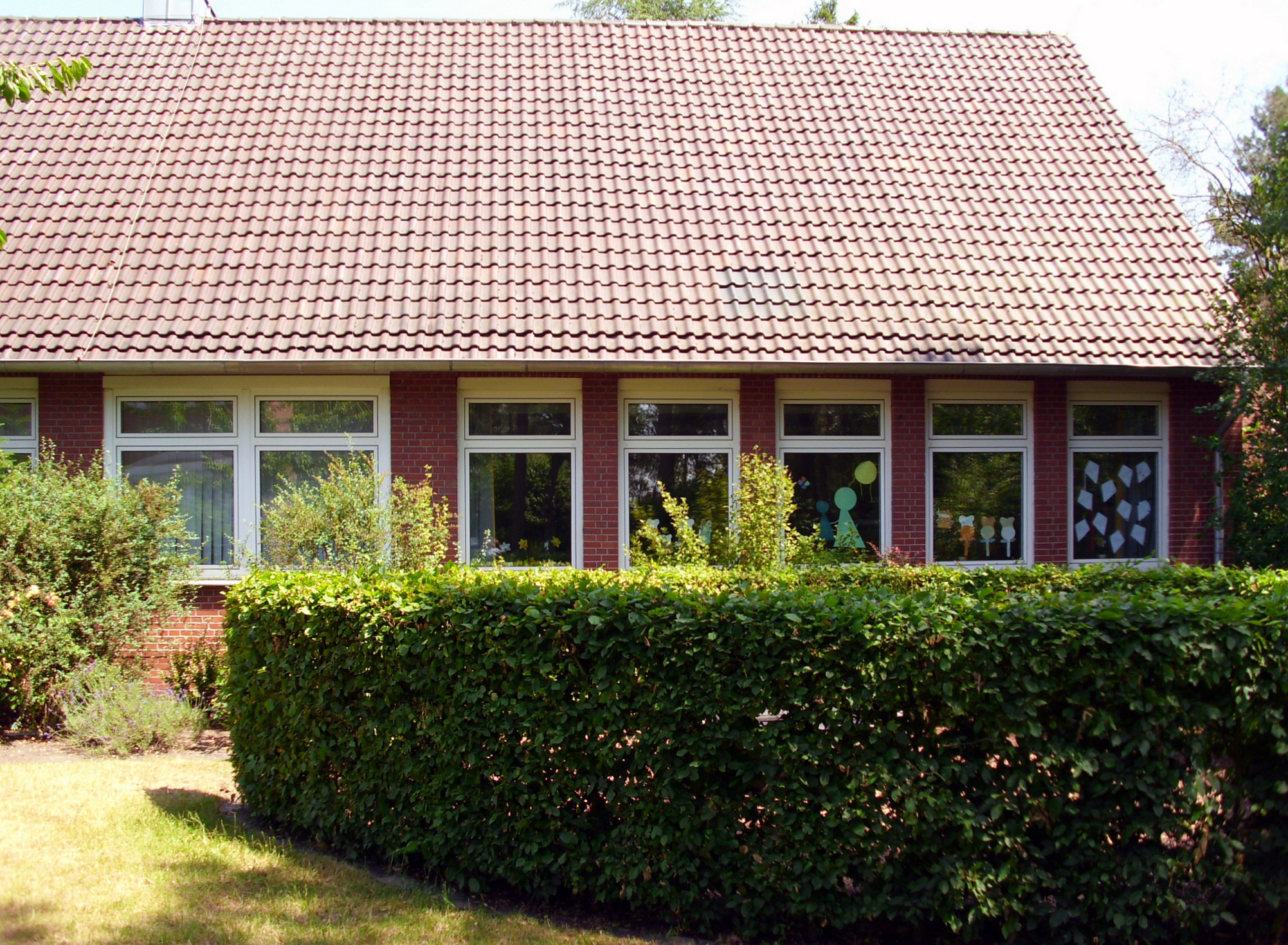
Maria-Montessori-Schule, Altbau

Eine erste Volksschule wurde 1927 gegründet. Der Unterricht fand zunächst im Wohnhaus des Lehrers statt. 1936 stellte die Gutsverwaltung einen ausgedienten Lokschuppen als Schule zur Verfügung. Am 3. Mai 1956 wurde im Ortskern ein neues Schulgebäude mit zwei Klassenräumen bezogen, das bereits 1964 aufgrund stark steigender Schülerzahlen durch einen Erweiterungsbau um vier Klassenräume ergänzt werden musste.
Zum Schuljahr 1973/74 wurde aus der Volksschule eine Grundschule. Seit 2000 wird in der Schule nach der Montessoripädagogik unterrichtet. Eine Zweigstelle wurde zum Schuljahresbeginn 2010/11 in Nordhorn eröffnet (ehemalige Astrid-Lindgren-Schule am Gildkamp). 2011 wurde die Schule in Maria-Montessori-Schule umbenannt. Die Schule ist im Landkreis Grafschaft Bentheim die einzige mit einem Montessori-Profil.

#### Kindergarten

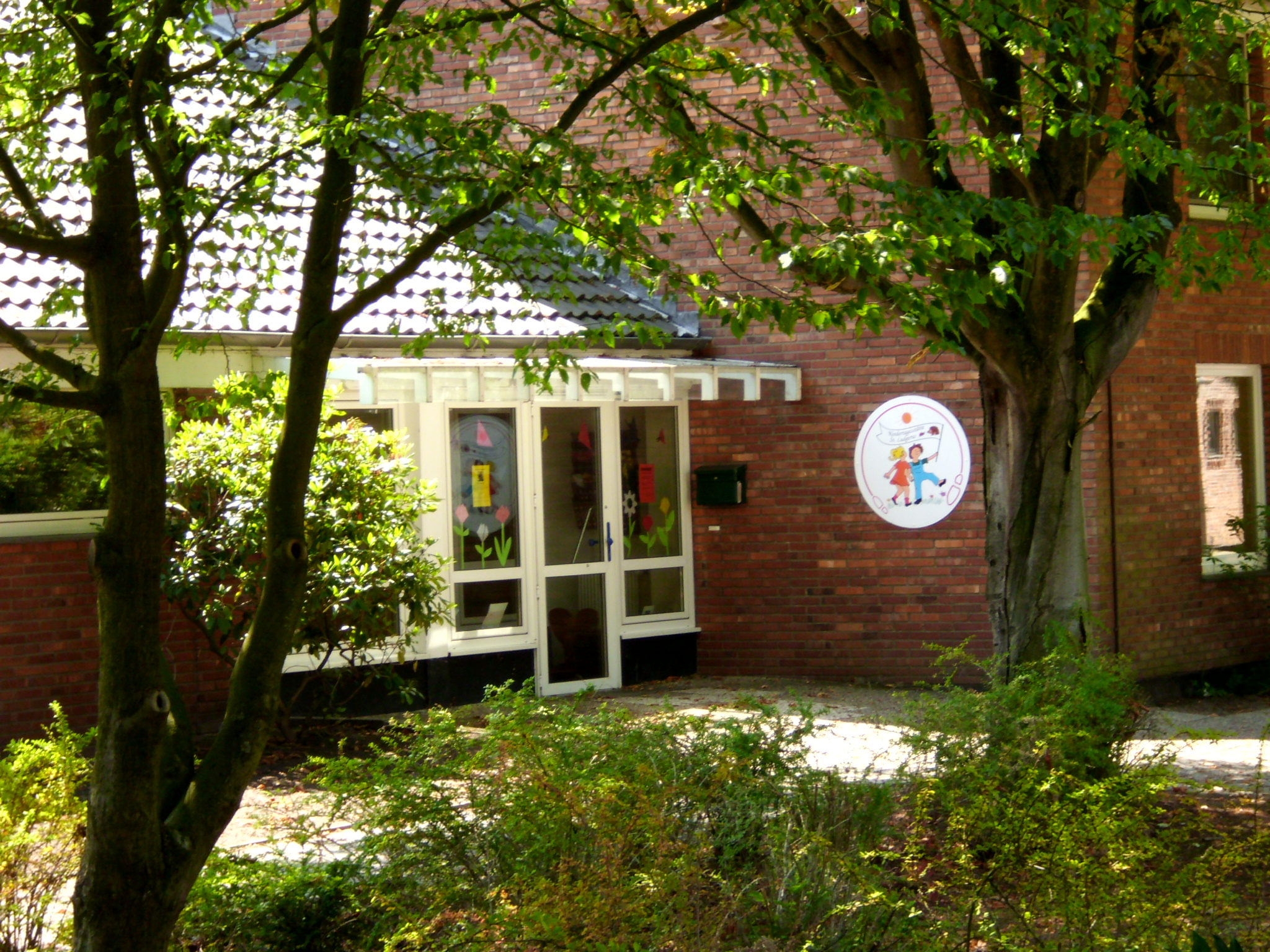
St.-Ludgerus-Kindergarten Klausheide

Der Kindergarten St. Ludgerus wurde 1976 in der ehemaligen Turnhalle im Dorfgemeinschaftshaus eingerichtet. Träger ist die katholische Kirchengemeinde St. Augustinus. Er bietet bis zu 50 Kindern im Alter ab zwei Jahren Platz, die sich auf zwei altersgemischte Gruppen verteilen. Es handelt sich um einen „inklusiven“ Kindergarten, der auch von Kindern mit starken Entwicklungsverzögerungen und körperlichen Beeinträchtigungen besucht werden kann.

### Verkehr

#### Straßenverkehr
Klausheide wird in West-Ost-Richtung von der Bundesstraße 213 (Lingener Straße, Nordhorn–Lingen–Bremen, Oranier-Route) und von Süd-West nach Nord-Ost von der L 67 (Wietmarscher Straße, Nordhorn–Wietmarschen–Geeste–Bawinkel) durchzogen. In etwa 4 km Entfernung an der B 213 in Lohne liegt die Anschlussstelle Lingen der A 31 (Emden–Bottrop).

#### Öffentlicher Nahverkehr
Klausheide wird von der Regionalbuslinie 80 der Verkehrsgemeinschaft Emsland-Süd erschlossen, die den Ort stündlich, sonntags zweistündlich, mit Nordhorn, Lohne und Lingen verbindet. Die Regionalbuslinien 700 und 701 der Verkehrsgemeinschaft Grafschaft Bentheim fahren stündlich im Bereich der L 67 nach Nordhorn, Wietmarschen, Meppen und Twist. Sonntags fährt zweistündlich die Linie 80 nach Nordhorn und über Wietmarschen und Lohne nach Lingen. Schulbuslinien bedienen die Oberschule Deegfeld und die Grundschulen Altendorf und Stadtflur.

#### Schienenverkehr
Der nächste Personenbahnhof mit Fernverkehr ist der 13 km entfernte Bahnhof Lingen (Ems). Dort verkehrt im Nahverkehr der RE 15 Emden – Leer – Lingen – Rheine – Münster. Im Fernverkehr fährt der Intercity 35 über Emden nach Norddeich und via Münster, Duisburg und Düsseldorf nach Köln, zeitweise weiter nach Koblenz und am Wochenende weiter nach Stuttgart oder Konstanz.
Vom 9 km entfernten Bahnhof Nordhorn verkehrt die RB 56 nach Neuenhaus und Bad Bentheim. Vom 20 km entfernten Bahnhof Bad Bentheim verkehrt im Nahverkehr die Wiehengebirgs-Bahn (RB 61) Hengelo – Bad Bentheim – Rheine – Osnabrück – Herford – Bielefeld. Im Fernverkehr verkehrt der IC 77 über Apeldoorn und Amersfoort nach Amsterdam und in Gegenrichtung über Osnabrück, Hannover und Berlin Hauptbahnhof nach Berlin Ostbahnhof.

#### Luftverkehr
Östlich des Ortes befindet sich der Flugplatz Klausheide. Hier können Motorflugzeuge bis 5,7 t (PPR maximal 10 t) Gesamtgewicht und Segelflugzeuge starten und landen. Nächster internationaler Flughafen ist der 75 km entfernte Flughafen Münster/Osnabrück in Greven. Weitere internationale Flughäfen im näheren Umkreis (unter zwei Autostunden Fahrzeit) sind in Düsseldorf (160 km), Bremen (155 km) und Amsterdam (200 km).

## Persönlichkeiten
- Derk Averes (1894–1982), „Fliegerass“ im 1. Weltkrieg, beschaffte in Nordhorner Unternehmerkreisen Mittel zum Ausbau des Flugplatzes Klausheide
- Andreas Brandhorst (* 1956), Schriftsteller und Übersetzer, gehörte dem Autorenteam der „Terranauten-Serie“ an, lebte von 2016 bis 2022 in Klausheide
- Claus von Bohlen und Halbach (1910–1940), Sohn von Bertha und Gustav Krupp von Bohlen und Halbach, Namensgeber von Klausheide
- Irmgard Eilenstein (1912–1998), Tochter von Bertha und Gustav Krupp von Bohlen und Halbach, wohnte nach Kriegsende auf dem Gut Klausheide
- Julia Krajewski (* 1988), Vielseitigkeitsreiterin und Goldmedaillengewinnerin bei den Olympischen Spielen 2021 in Tokio, wuchs in Klausheide auf
- Bertha Krupp von Bohlen und Halbach (1886–1957), Mitglied der Industriellenfamilie Krupp, bis 1951 Eigentümerin des Gutes Klausheide
- Klaus Wiener (* 1962), Volkswirt und Politiker (CDU), Bundestagsabgeordneter (seit 2021), wuchs in Klausheide auf